# Rjúdžó (1931)
Rjúdžó (japonsky 龍驤) byla druhá letadlová loď japonského císařského námořnictva, která byla od počátku stavěná jako loď letadlová. Šlo o lehkou letadlovou loď, neboť omezení dohodnutá na washingtonské námořní konferenci již Japonsku neumožňovala postavit loď větších rozměrů (aniž by tím vyčerpalo svůj limit pro tuto třídu plavidel).
Po dokončení v květnu 1933 se Rjúdžó stala čtvrtou letadlovou lodí císařského námořnictva (vedle Hóšó, Akagi a Kaga). Významně přispěla k výcviku nových palubních pilotů císařského námořního letectva i testování tehdy revoluční techniky střemhlavého bombardování. Od srpna 1937 se Rjúdžó účastnila druhé čínsko–japonské války, během které působila u čínského pobřeží s přestávkami až do podzimu 1938. Její letouny se věnovaly útokům na pozemní cíle v Šanghaji a Kuang-tungu i vybojování vzdušné nadvlády nad čínským letectvem v těchto oblastech. Již 22. srpna 1937 si stíhači z Rjúdžó nárokovali prvních šest z nejméně osmnácti vzdušných vítězství nárokovaných v Číně.
Na začátku druhé světové války v Pacifiku se zúčastnila invaze na Filipíny. Její letouny – jako první – zaútočily ráno 8. prosince na cíle v Davao a okolí. Později Rjúdžó podporovala japonská vylodění u Legazpi, v Davao a na ostrově Jolo. Během invaze do Nizozemské východní Indie a Britské Malajsie počátkem roku 1942 se zúčastnila útoků na Singapur a spojeneckou lodní dopravu v jeho okolí. Během krytí invaze na Sumatru v únoru 1942 se 15. února letouny z Rjúdžó podílely na odražení Doormanova pokusu o napadení invazního konvoje. Až do počátku března 1942 se podílela na vyčištění Jávského moře od spojeneckých plavidel a zasáhla též do závěrečné fáze bitvy u Baweanu. V březnu a dubnu 1942 podporovala japonské aktivity v Indickém oceánu. V rámci Ozawova svazu působila v dubnu proti spojenecké přepravě v Bengálském zálivu a cílům na východním pobřeží Britské Indie. Počátkem června 1942 se zúčastnila japonského úderu proti Aleutským ostrovům, během kterého její letouny dvakrát zaútočily na Dutch Harbor. Během těchto útoků se Američanům podařilo sestřelit stíhačku A6M2 Reisen/„Zero“ DI-108, kterou později Američané opět zprovoznili a otestovali. Během bitvy u východních Šalomounů 24. srpna 1942 vyslala své letouny k útoku na Hendersonovo letiště. Odpoledne téhož dne byla napadena a potopena palubními bombardéry z USS Saratoga.
Míry jsou uváděny v jednotkách uváděných v pramenech s případným přepočtem do metrické soustavy v závorce. Tam, kde není jasné, zda se jedná o míle statutární či námořní je přepočet uveden ve formátu „statutární/námořní“
Při přepisu japonštiny byla použita česká transkripce
U japonských jmen je rodné jméno uváděno na prvním místě a rodové jméno na druhém

## Pozadí vzniku

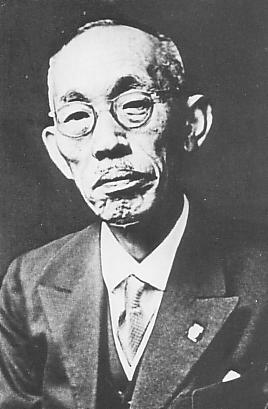
Juzuru Hiraga, hlavní projektant Rjúdžó a několika dalších konstrukcí císařského námořnictva

Ve dvacátých letech 20. století hledalo císařské námořnictvo způsob, jak získat co nejsilnější loďstvo, ale zároveň se vejít do omezení daných washingtonskou námořní konferencí, která Japonsku povolovala postavit letadlové lodě o celkovém standardním výtlaku maximálně 81 000 T.
Jelikož podle kapitoly II.4 washingtonské smlouvy nebyla loď o výtlaku pod 10 000 T letadlovou lodí zahrnutou do limitu, plánovalo císařské námořnictvo postavit pro začátek jedno plavidlo o výtlaku 8000-9000 T. Císařské námořnictvo zamýšlelo vybudovat množství malých letadlových lodí, které by dohromady měly větší leteckou kapacitu, než velká letadlová loď, ale které by nebyly počítány do limitu. Jako celek by byly mnohem odolnější vůči útoku nepřítele, neboť v případě vyřazení jedné malé letadlové lodě by se minimalizoval dopad na údernou sílu svazu. Nakonec se ale ukázalo, že letadlová loď o výtlaku 10 000 T je příliš malá na to, aby nesla dostatečně velkou leteckou skupinu. Původní projekt budoucí letadlové lodě Rjúdžó počítal pouze s jednopatrovým hangárem o kapacitě 24 letounů, což ale bylo vyhodnoceno jako nedostatečné a po přepracování projektu již měla loď nést dvoupatrový hangár o dvojnásobné kapacitě.
Projekt vypracovali konstruktéři císařského námořnictva zósen čúdžó (造船中将 ~ viceadmirál/lodní konstruktér) Juzuru Hiraga a zósen čúsa (造船中佐 ~ fregatní kapitán/lodní konstruktér) Kikuo Fudžimoto.
Počátkem roku 1927, v době japonské bankovní krize a všeobecně nejisté hospodářské situace Japonska, schválil Teikoku-gikai (帝國議会 ~ císařský sněm) na svém 52. zasedání doplňovací program válečných plavidel z roku 1927 (昭和2年度艦艇補充計画 Šówa 2-nendó kantei hodžú keikaku). Ten měl být financován z financí rozpočtových let 1927 až 1931 a pod jednou z 27 schválených položek se jako „pomocné plavidlo“ skrývala i stavba budoucí letadlové lodě Rjúdžó, zatímco oficiální počet schválených letadlových lodí v rámci programu z roku 1927 byl: žádná.
Podepsání protokolu londýnské námořní konference 22. dubna 1930 – tedy ještě před spuštěním Rjúdžó na vodu – učinilo definitivní konec veškerým podobným pokusům o obcházení washingtonské smlouvy, jako měla být právě konstrukce Rjúdžó. Londýnská smlouva totiž definovala letadlovou loď jako válečné hladinové plavidlo navržené pro nesení letadel a umožňující jejich start a přistání a to bez ohledu na výtlak takového plavidla.

## Stavba a konstrukce
Novou loď začala stavět loděnice Micubiši v Jokohamě 26. listopadu 1929. Po spuštění na vodu 2. dubna 1931 byl trup odvlečen do námořního arzenálu v Jokosuce a opět umístěn do suchého doku k dokončení. Zkušenosti z konstrukce druhé japonské letadlové lodě stavěné od počátku jako letadlová (první byla Hóšó, zatímco Akagi a Kaga vznikly přestavbou) byly využity při návrhu letadlových lodí třídy Sórjú.

### Trup a pancéřování

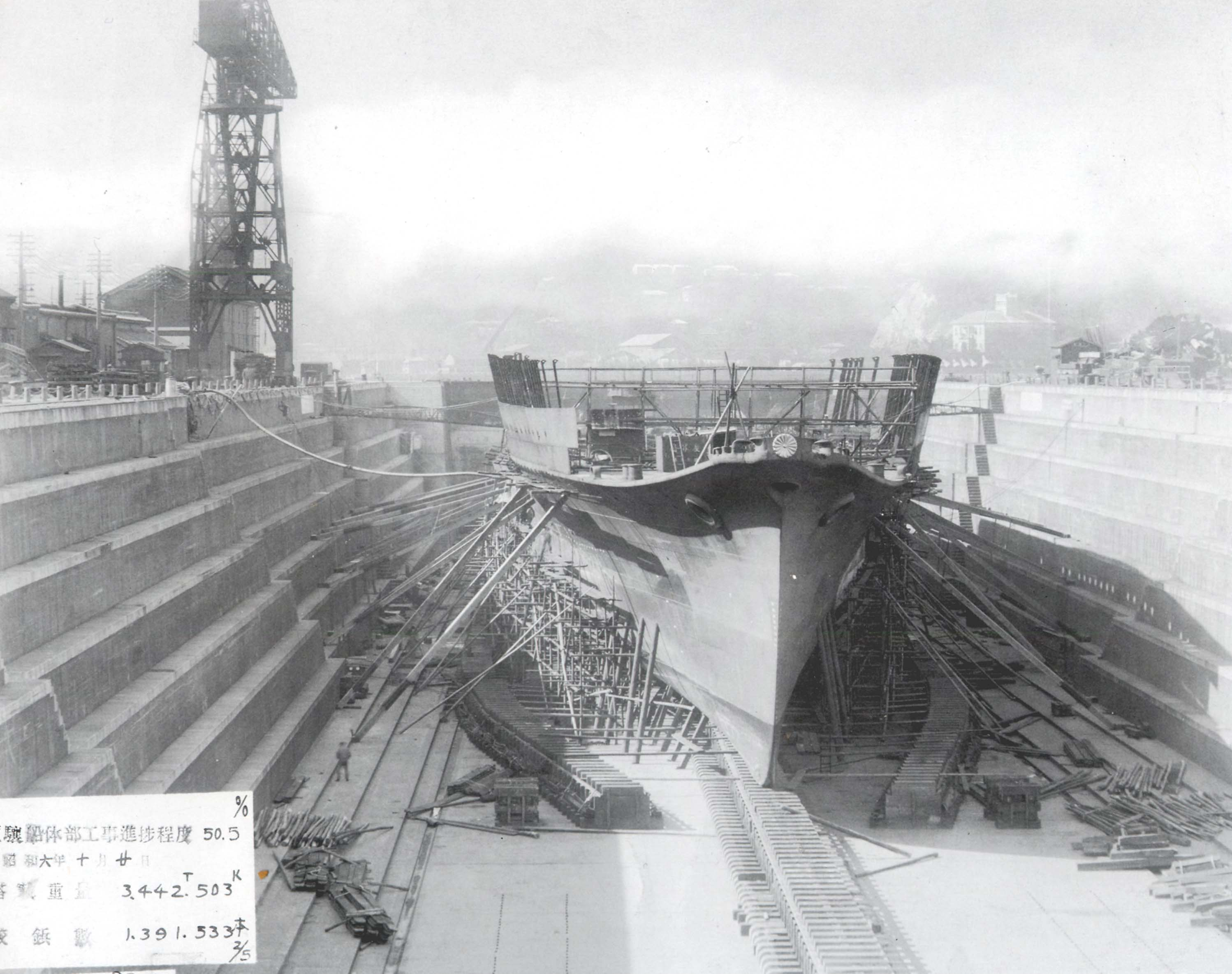
Rozestavěná Rjúdžó v suchém doku č. 5 v Jokosuce 20. října 1931, po přesunu z Jokohamy. Stavba trupu v jedné loděnici a po spuštění na vodu odvlečení k dokončení do jiné loděnice byla v císařském námořnictvu celkem běžná praxe.

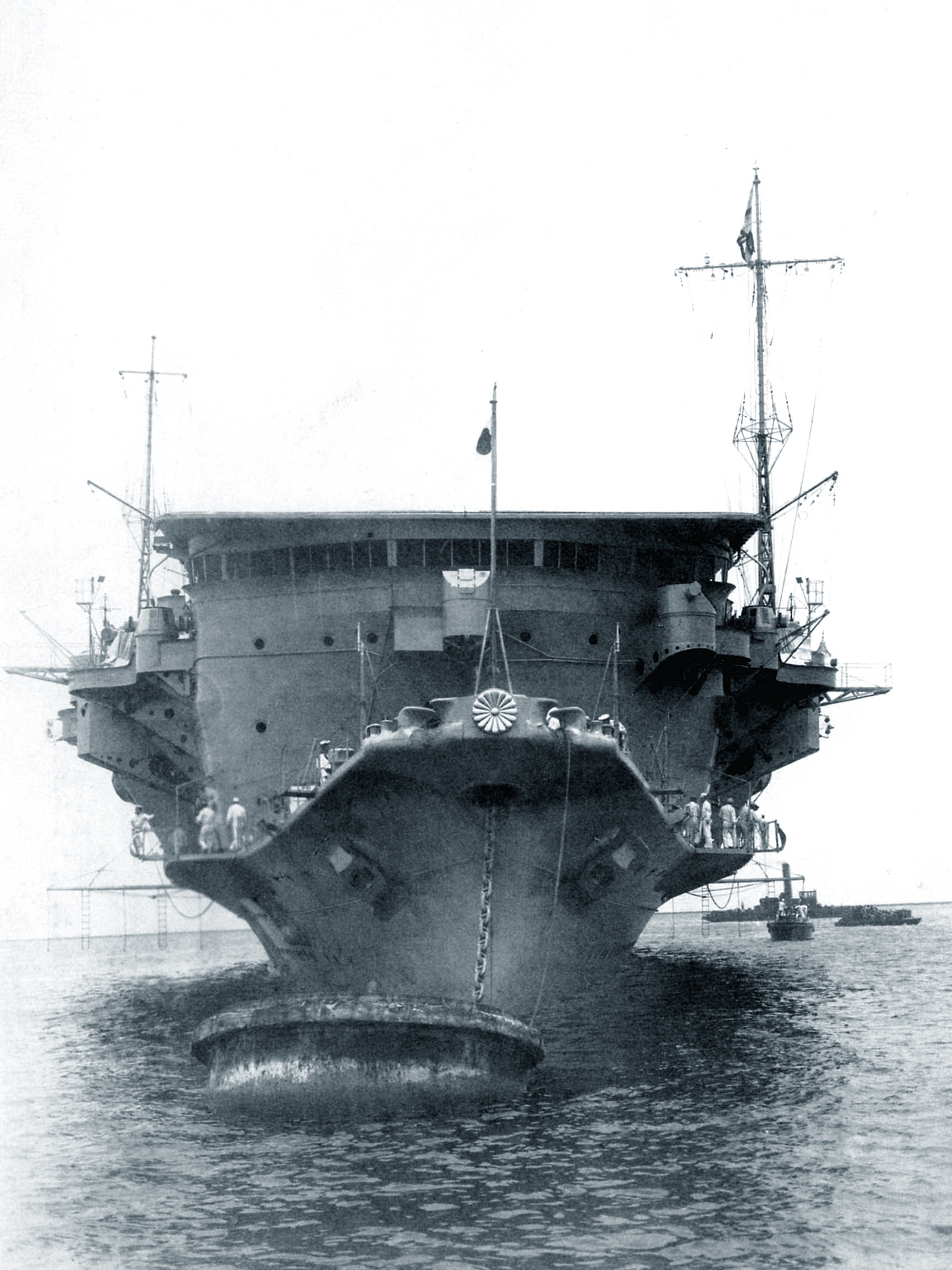
Jokosuka, 19. června 1933: Rjúdžó těsně po dokončení a zařazení do služby. Všimněte si celkové mohutnosti nástavby v kontrastu se šířkou trupu na čáře ponoru. Na přídi se nachází císařská pečeť.

Nakonec vznikla velmi lehce pancéřovaná loď s můstkem i komíny pod letovou palubou, takže operujícím letounům nehrozila kolize s nástavbami. Toto hladkopalubové uspořádání bylo v císařském námořnictvu použito již na přestavěné letadlové lodi Hóšó a Japonci jej použili i na několika dalších letadlových lodích.
Trup byl rozdělen 19 příčnými vodotěsnými přepážkami, ale po délce ho dělila pouze jedna centrální vodotěsná přepážka. Proti instalaci centrální vodotěsné přepážky Hiraga protestoval již při navrhování 7500T průzkumných křižníků. Za výhodu podélné vodotěsné přepážky bylo považováno to, že v případě zásahu pod čarou ponoru a zaplavení jedné z kotelen nebo strojoven si loď uchová schopnost plout vlastní silou dál, neboť teoreticky prostory na druhé straně přepážky zůstanou nedotčeny. Nevýhodou, na kterou upozorňoval Hiraga, ovšem bylo, že zaplavení sekcí pouze v jedné polovině povede (bez vyrovnání zaplavením prostor na druhé straně) k převrácení plavidla. Císařské námořnictvo ale nakonec instalaci centrálních přepážek prosadilo a to i do následujících konstrukcí včetně Rjúdžó…
Na bocích byla loď pod čarou ponoru chráněna protitorpédovou obšívkou.
Kvůli úspoře hmotnosti nebyla loď pancéřovaná, kromě velmi slabé ochrany strojoven, kotelen, strojovny kormidla, muničního skladiště a nádrží s leteckým palivem. K jejich ochraně použil zósen čúdžó Hiraga obdobný systém, jako u lehkého křižníku Júbari – tedy vnitřní boční pancéřový pás a pancéřovou hlavní palubu, které byly integrální součástí konstrukce a tím šetřily hmotnost. Jejich síla byla ale slabší, než u Júbari a samotné pancéřování poskytovalo ochranu spíše jenom před střepinami. Boční pás byl zhotoven z 25mm oceli Dücol a sahal 1,5 metru pod vodorysku. Pancéřová hlavní paluba nad citlivými prostorami byla zhotovena rovněž z oceli Dücol, ale její tloušťka byla pouhých 20 milimetrů. Mezi bočním pásem a vnějším trupem (a v dutinách protitorpédové obšívky a dvojitého dna) se nacházely nádrže paliva, vody pro kotle a pitné vody, které měly dále pohltit část energie exploze.
U dna lodě byl umístěn gyroskopický stabilizátor typu Sperry. Měl omezit boční výkyvy plavidla, ale neosvědčil se. Již při slabém vlnobití (vlny 3–4 m) byly boční výkyvy takové, že letecké operace musely být zastaveny. Přesto ale zůstal gyroskopický stabilizátor zachován i při následujících modifikacích plavidla, protože aspoň poskytoval tolik potřebný balast (zátěž k vyrovnání váhy nebo těžiště). Rjúdžó totiž – obdobně jako mnoho dalších japonských lodí – trpěla přetížením nástaveb a z toho vyplývající nestabilitou.
Tomuto všeobecně přijímanému názoru na nestabilitu a neúčinnost gyroskopického stabilizátoru Sperry oponuje Smith, když popisuje přistání dvou palubních bombardérů během tajfunu 7. září 1938 (viz Opět u čínských břehů a tajfun (březen–listopad 1938)).

### Letová paluba a hangáry

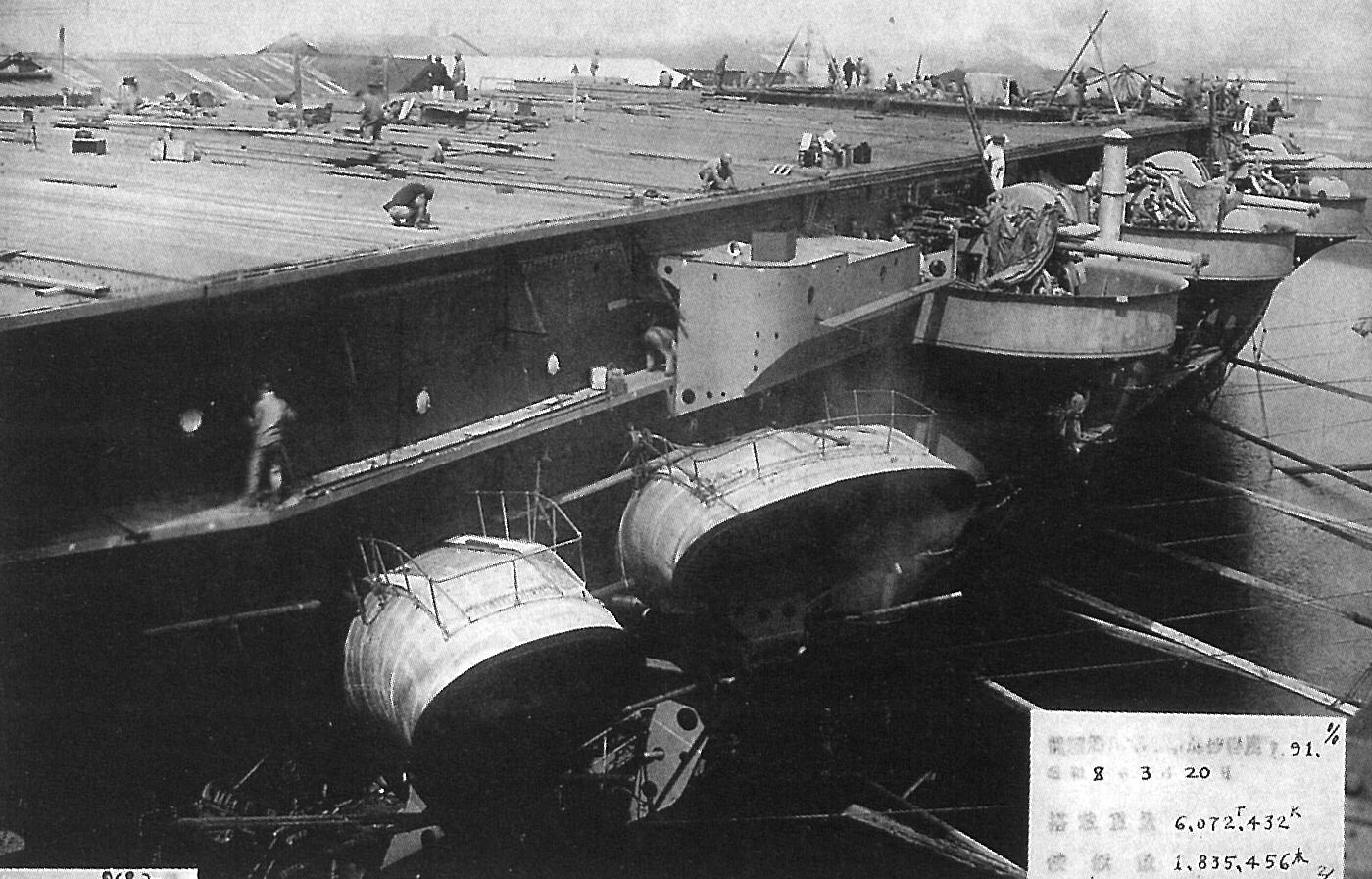
Dělníci pokrývají palubu teakovým dřevem v jokosucké loděnici. Pohled na pravobok Rjúdžó ukazuje vyústění obou komínů a původní konfiguraci 127mm děl. Palpost nejblíže komínům bude později odstraněn kvůli úspoře hmotnosti.

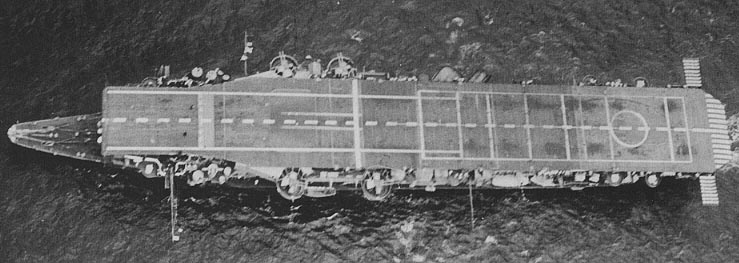
Rjúdžó v období 1934 až 1937 s redukovanou 127mm výzbrojí. Oba zadní dvojkanóny byly odebrány v roce 1934. Dobře je vidět tvar letové paluby se zúžením v přední části a s dálkoměry a prostředky řízení palby po stranách. Přední výtah je viditelný na úrovni předních 127mm palpostů. Zadní výtah se nachází na úrovni zadních 13,2mm palpostů a částečně zasahuje do kruhu namalovaného na palubě. Šest příčných čar namalovaných na palubě od zadního kruhu směrem k přídi přibližně kopíruje umístění brzdících lan. Stožáry jsou sklopeny ve vodorovné poloze. Červeno–bílé pruhy na zádi mají spolu s obdélníkovými přečnívajícími plošinami usnadnit pilotům orientaci při přistání. Další pomůckou přistávajícím pilotům jsou čakkan šidótó (~ přistávací naváděcí světla), která mají navést letoun na přistání pod správným úhlem. Na úrovni třetího lana je na levoboku vidět část tohoto zařízení – ráhno se čtyřmi zelenými světly.

Letová paluba se nacházela 15 m nad hladinou. Pod palubou se nacházel dvoupatrový hangár pro teoretické maximum 48 letadel. V praxi ale loď nesla maximálně 38 strojů. Oba hangáry byly (obdobně jako na ostatních japonských letadlových lodích) uzavřené a výměnu vzduchu včetně odvětrávání výparů leteckého benzínu zajišťovala ventilace, která byla schopná obměnit vzduch v obou hangárech během 10 minut. V případě požáru bylo možno každý hangár rozdělit protipožárními přepážkami na čtyři izolované prostory. Tyto přepážky byly ze 7mm oceli pokryté z obou stran vrstvou azbestu. K uhašení případného požáru v hangárech měly sloužit vodní kropiče a oxid uhličitý. Tlak vody v protipožárních systémech zajišťovala elektrická čerpadla umístěná v kotelnách a strojovnách. V případě jejich výpadku bylo možno přejít na nouzové pumpy umístěné na zádi na hlavní palubě. Tlakové lahve s CO2 se nacházely v nosnících paluby a jejich uzávěry byly napojeny na centrální řízení protipožárních systémů.
Dopravu letadel z a do hangáru zajišťovaly dva výtahy o nosnosti 6000 kg. Větší přední měl rozměry 10,8 x 14,7 metrů a menší zadní 10,8 x 8,25 metrů. Ty byly schopny dopravit stroj ze spodního hangáru na palubu za 14 sekund. Rozměry výtahů byly sice dostatečné v době projektování Rjúdžó, ale za druhé světové války již nedostačovaly. Pouze palubní útočné Nakadžima B5N mohly být díky svým relativně malým rozměrům (délka 10,30 m; rozpětí se složenými křídly 7,30 m) obsluhovány oběma výtahy. Palubní stíhací A6M2 (délka 9,05 m; rozpětí se složenými křídly 10,955 m) mohly být obsluhovány pouze předním výtahem. To je pravděpodobně jeden z důvodů, proč Rjúdžó nikdy nenesla palubní bombardéry D3A1 (délka 10,195 m; rozpětí se složenými křídly 10,932 m), neboť ty by rovněž bylo možno obsluhovat pouze předním výtahem a zadní by zůstal nevyužit.
Samotná letová paluba byla tvořena 20mm ocelí, na které byly položeny desky z teakového dřeva (kromě asi šestimetrového úseku zešikmené paluby na zádi, který byl bez dřevěného obkladu). Po stranách letové paluby na zádi na každou stranu přesahovala obdélníková plošina. Plošiny byly – stejně jako zadní konec paluby – natřeny bílo–červenými pruhy, které měly pilotům usnadnit orientaci při přistání. Samotné plošiny pak sloužily pilotům v konečné fázi přiblížení, když jim předek vlastního letounu zakryl výhled na konec paluby. Od zadního výtahu až do poloviny letové paluby se nacházel systém šesti brzdících lan pro zpomalení a zastavení přistávajících letadel. První lano se nacházelo 33 m od zadního konce paluby, druhé po dalších 11,5 m a další lana již následovala v odstupech po 9,5 m. Během přistání se lana zvedala do výšky 16 cm nad palubu a energii přistávajícího stroje absorbovaly hydraulické písty pod palubou. Před předním výtahem (při pohledu od zádi), asi 20 m od posledního lana, se nacházela bariéra pro nouzové zachycení letounu, který se nezastavil na lanech. Tu bylo možno zvednout za 2,5 s. Za předním výtahem (při pohledu od zádi) byly dva světlomety, které se daly zasunout pod palubu. V zasunutém stavu je chránily kovové poklopy. Na přídi, 20 metrů od předního výtahu, se nacházel sklopný větrolam.
Zadní část letové paluby přesahovala hangáry a byla podpírána dvěma masivními sloupy. Pod přední částí letové paluby se nacházel velitelský můstek, který se tyčil nad kliprovou přídí. V původním provedení byla přední paluba na rozbouřeném moři zaplavována vodou a vlny narážely do můstku.

### Kotelny a strojovny
Pohonná soustava Rjúdžó byla zmenšenou kopií pohonné soustavy současně stavěných těžkých křižníků třídy Takao, jejichž soustava byla odvozena od pohonného systému nerealizovaných bitevních křižníků třídy Amagi. Číslování kotlů, příslušných kotelen a strojoven bylo ještě postaru: sudá čísla na pravoboku, lichá na levoboku, kotle a kotelny číslované od přídě.
Šest vodotrubných kotlů Ro-gó Kanpon šiki (ロ号艦本式 ~ Typ technického odboru císařského námořnictva model B) spalovalo topný olej ve spalovacích komorách po 39,1 m3, které byly vybaveny 11 hlavními hořáky typu č. 2 (kapacita paliva 500 kg/h každý) a čtyřmi pohotovostními hořáky typu č. 4 (kapacita paliva 300 kg/h každý). Každý kotel zásobovalo palivem po jednom palivovém pístovém čerpadle Weir, která císařské námořnictvo označovalo jako Kanpon č. 4. Každý kotel měl tři bubny: jeden horní (parní) o průměru 1,27 metrů a délce 4,67 metrů a dva spodní bubny, každý o průměru 0,77 metrů a délce 4,628 metrů. Kotle vyvíjely sytou páru o teplotě 100 °C a tlaku 2,0 MPa. Kvůli nevyřešeným problémům s korozí trubek, která se objevila na těžkých křižnících tříd Furutaka a Aoba, nebyla pára přehřívána.
Vzduch do kotlů vhánělo celkem dvanáct elektrických ventilátorů (dva na kotel) typu Kanpon č. 3, každý o výkonu 1150 m3/h. Ventilátory nasávaly vzduch otvory na levoboku horního hangáru, přibližně na úrovni komínů. Na pravoboku, pod úrovní letové paluby a asi v polovině délky letové paluby, se nacházely dva vodorovné komíny. Každý odváděl kouř ze tří kotlů.

Schéma zapojení pravoboční sestavy turbín Kanpon na Rjúdžó. Levoboční sestava byla zrcadlově souměrná podle podélné osy plavidla (směr k přídi je doprava).
Legenda:
HP – vysokotlaká turbína
LP – nízkotlaká turbína
AT – turbína pro zpětný chod umístěná ve skříni nízkotlaké turbíny
CT – turbína pro plavbu cestovní rychlostí
CG – převodovka spojující hřídel cestovní turbíny s vysokotlakou turbínou vnějšího páru
MG – hlavní převodovka se čtyřmi hnacími hřídelemi roztáčejícími jednu hnanou hřídel
S – pravoboční hřídel lodního šroubu

Za kotelnami sa nacházely dvě strojovny, každá s jednou sestavou jednoproudých impulsních parních turbín Kansei Honbu/Kanpon, které odpovídaly sestavám z předních strojoven křižníků třídy Takao. Každá sestava se skládala ze dvou párů (vnější a vnitřní) vysokotlaké a nízkotlaké turbíny. Páry byly umístěny paralelně s podélnou osou plavidla, přičemž nízkotlaká turbína byla vepředu a vysokotlaká vzadu. Nízkotlaké a vnitřní vysokotlaké turbíny byly šestistupňové a vnější vysokotlaké turbíny byly pětistupňové. Všechny stupně těchto čtyř turbín v sestavě měly po jedné řadě lopatek. Každá ze čtyř turbín v sestavě měla výkon 8125 k (5975,9 kW). Mezi oběma páry se nacházela jednostupňová převodovka, se čtyřmi hnacími hřídelemi (jedna pro každou turbínu v sestavě) a jednou hnanou hřídelí s třílistým lodním šroubem. Ten dokázala každá sestava při výkonu 32 500 k (23 903,7 kW) roztočit až na 275 nebo 320 otáček/minutu.
Ve skříni nízkotlakých turbín (vnějšího i vnitřního páru) byla v každé sestavě umístěna i jednostupňová turbína pro zpětný chod, která byla hřídelí nízkotlaké turbíny napojena na hlavní převodovku. Turbíny pro zpětný chod měly výkon po 4500 k (3309,7 kW) – celkem tedy 18 000 k (13 239,0 kW) – při 180 otáčkách/minutu. V každé sestavě se navíc nacházela jedna třístupňová turbína pro plavbu cestovní rychlostí, která byla umístěna v samostatné skříni a přes jednostupňovou převodovku spojena s hřídelí vnější vysokotlaké turbíny. Každá cestovní turbína měla výkon 3100 k (2280,0 kW), což se zbytkem vnějšího páru dávalo cestovní výkon 7050 k (5185,3 kW) při 170 otáčkách/minutu. Při plavbě cestovní rychlostí byla pára hnána do cestovní turbíny, odtud do vnější vysokotlaké a poté do vnější nízkotlaké turbíny. Vnitřní pár turbín byl odstaven. Při plavbě bez cestovní turbíny byla pára hnána rovnoměrně do vnějšího i vnitřního páru: přes vysokotlakou turbínu do nízkotlaké turbíny.
Ve strojovnách se dále nacházely čtyři kondenzátory Uniflux – jeden pro každou dvojici vysoko– a nízkotlaké turbíny v sestavě – které zajišťovaly kondenzaci páry, která prošla turbínami. Každý z nich měl chladicí povrch kolem 762 m2 a obsahoval 4070 trubek o délce 3,8 metrů. Chladicím médiem byla mořská voda.
Rjúdžó byla první lodí císařského námořnictva, která k pohonu pomocných systémů ve strojovně a kotelně (čerpadla, větráky) používala pomocné turbíny: jednostupňové parní turbíny se dvěma řadami lopatek, které byly poháněné párou o stejném tlaku a teplotě, jakou používaly hlavní turbíny. Předchozí lodě používaly elektromotory nebo parní stroje. Palubní síť byla napájena 225 V stejnosměrného proudu. Elektřinu vyráběly jeden dieselagregát o výkonu 255 kW a čtyři generátory po 250 kW. Nowak uvádí, že tyto čtyři generátory byly již turbogenerátory, ale jejich uváděný výkon odpovídá generátorům poháněných motory s vnitřním spalováním jako u třídy Takao.

### Ubytování posádky
Ubytování na Rjúdžó odpovídalo dobovým zvyklostem císařského námořnictva. Pouze kapitán měl vlastní kajutu, která byla umístěna za můstkem. K ubytování ostatních členů posádky byly – před přestavbou v roce 1936 – určeny prostory uprostřed lodě a na zádi. Důstojnické kajuty byly na zádi. Poddůstojníci a mužstvo byly ubytováni v neklimatizovaných místnostech po čtyřiceti lidech uprostřed lodě. Ke spaní sloužily zavěšené hamaky, po jejichž složení prostor sloužil i jako jídelna ve které se jedlo u nízkých stolů. V roce 1936 byly přidány další ubytovací prostory poddůstojníků a posádky ve zvýšené přídi.

### Výzbroj a ostatní vybavení
Letovou palubu lemovala „hnízda“ s protiletadlovou výzbrojí a čtyři stožáry s anténami radiostanice. Rjúdžó byla první japonskou letadlovou lodí, která postrádala těžkou dělostřeleckou výzbroj určenou pro boj proti hladinovým cílům. Těžkou protiletadlovou výzbroj představovaly dvouhlavňové 127mm kanóny typu 89 s délkou hlavně 40 ráží, které byly umístěny v nestabilizovaných lafetacích A1.
Anténní stožáry mohly být během leteckých operací na palubě sklopeny do vodorovné polohy, aby nebránily leteckému provozu. Od předního výtahu směrem k přídi se letová paluba zužovala a na bocích pod její úrovní se nacházely dálkoměry. Třetí dálkoměr se nacházel na přední straně můstku. Na plošině vedle můstku se též nacházely zaměřovače typu 91 pro 127mm děla (po jednom na každém boku) a od roku 1937 i po jednom zaměřovači typu 95 pro 25mm kanóny. Na lodi se nacházely i dva paravány na tralování min (zavěšené na bocích hangáru před předním 127mm hnízdem). Vybavení doplňovaly hydrofony umístěné v přídi. Radar ani katapulty nebyly nainstalovány.

## Pozdější modifikace

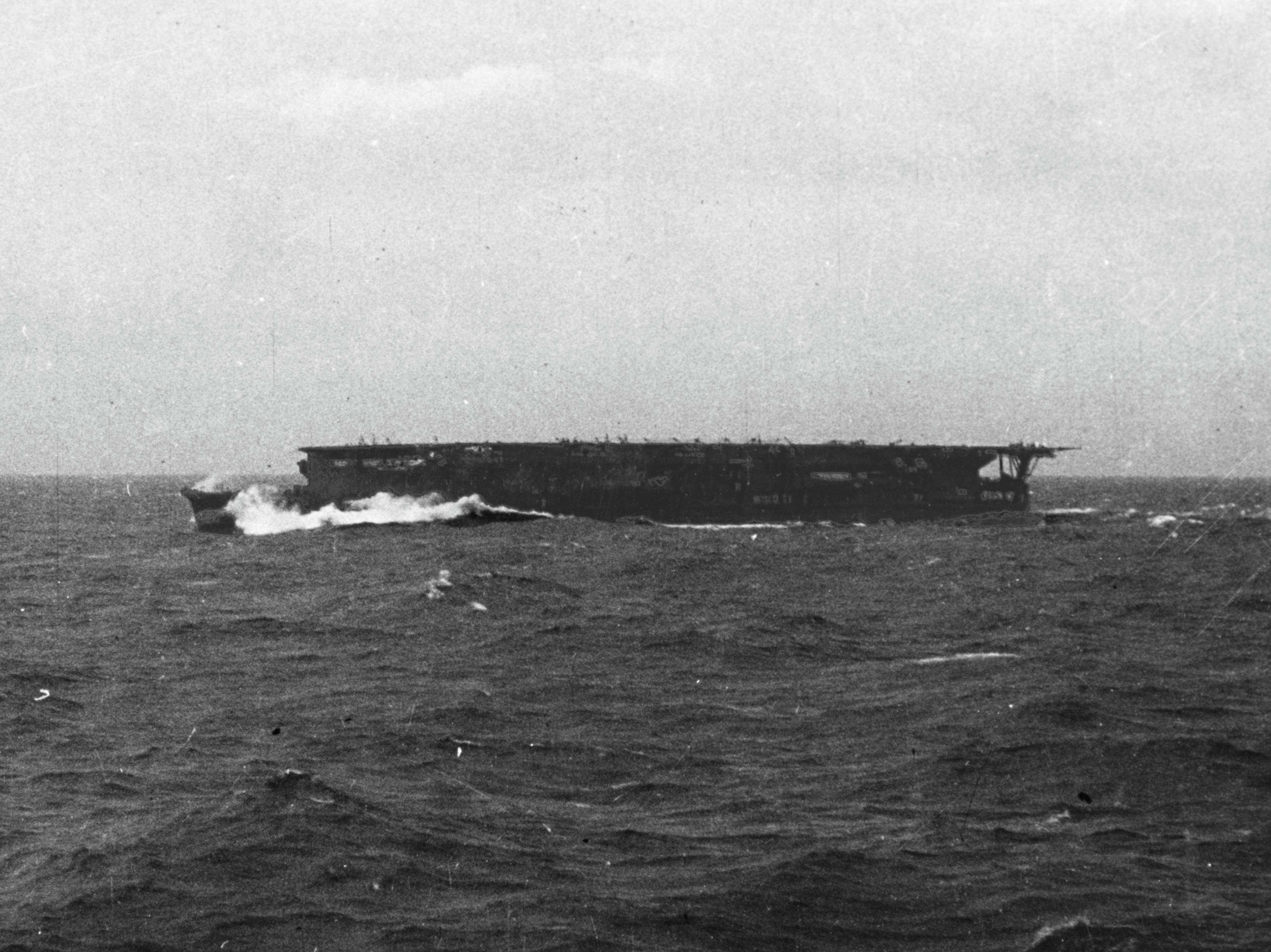
Rjúdžó na rozbouřeném moři (přibližně 5. stupeň Beauforta) v září 1938, když působila u kuang-tungských břehů. Všimněte si zvýšené přídě před můstkem.

Vážnost nestability vlastních plavidel na moři si Japonci uvědomili až po katastrofě torpédovky Tomozuru (12. března 1934). Pro Rjúdžó to znamenalo návrat do doků již následující rok po dokončení. V jokosuckém námořním arzenálu byly zvětšeny výdutě protitorpédové obšívky, čímž se maximální šířka trupu dostala na 20,78 m. Pro odlehčení nástavby byly z levo- i pravoboku odstraněn zadní pár 127mm dvojčat i s jejich „hnízdy“. Tím se nástavba odlehčila asi o 60 t.
Do jokosuckých doků se Rjúdžó vrátila ještě v roce 1936. Přidáním další paluby byla upravena příď, aby se omezilo zalévání přídě při vlnobití. Byly vyměněny hořáky v kotlích, takže výkon turbín stoupl na 66 269 k (48 740,8 kW). To odpovídá zvýšení výkonu o 1,95 %, respektive o 624,5 k (459,3 kW) na sestavu. Tyto úpravy vedly k nárůstu standardního výtlaku na 10 500 T, ale již nebylo třeba řídit se washingtonskými limity.
Na místo v roce 1934 odebraných 127mm dvojčat byly v roce 1937 instalovány dva dvouhlavňové 25mm protiletadlové kanóny typu 96.
Poslední předválečnou modifikací prodělala Rjúdžó v Sasebu v roce 1940. Obě přední 13,2mm čtyřčata po stranách můstku byla nahrazena dalšími 25mm dvojčaty a byla modernizována navigace. Plánované modernizace v roce 1943 (nádrže leteckého paliva a muniční skladiště měl chránit betonový krunýř, náhrada hasicího systému na bázi CO2 za pěnový a posílení protiletadlové výzbroje) se již Rjúdžó nedočkala…

## Označování letounů palubní skupiny Rjúdžó
Letouny palubní skupiny Rjúdžó (龍驤飛行機隊 Rjúdžó hikókitai) byly v průběhu služby letadlové lodě označovány na kýlovce kódem, dle následujícího schématu: [kód Rjúdžó]-[taktické číslo]. Identifikační kód Rjúdžó se v průběhu služby měnil. Do roku 1937–38 ho tvořil katakanou psaný znak pro ho ホ, případně latinkou psané R. V letech 1939 a 1940 ho tvořila kombinace písmena a římské číslice GI a na základě dílčí reorganizace Spojeného loďstva v letech 1940 až 1941 se kódem Rjúdžó stala kombinace písmena a římské číslice DI. V rámci této reorganizace přibyl jako identifikační prvek pro palubní skupinu Rjúdžó navíc jeden úzký žlutý pruh na trupu letounu. Po ztrátě čtyř letadlových lodí v bitvě u Midway (červen 1942) došlo počátkem července k dalšímu přeznačení. Letouny Rjúdžó dostaly identifikační kód DIII a tři úzké žluté pruhy.

## Služba před druhou světovou válkou

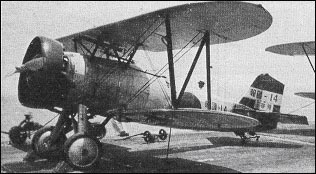
Palubní stíhací letoun typu 90 neboli Nakadžima A2N

Po zařazení do služby 9. května 1933 byla Rjúdžó v červnu přiřazena k 2. divizi letadlových lodí (第二航空戦隊 dai-ni kókú sentai). Po roce služby byla stažena do doků, kde prodělala první úpravy kvůli odlehčení a zlepšení stability. V prosinci 1934 byl na Rjúdžó testován nový – a v císařském námořnictvu první – střemhlavý bombardér (kanbaku) Aiči D1A1. Testy se kvůli utajení konaly na volném moři místo na letecké základně v Jokosuce, jak bylo jinak obvyklé.
Koncem srpna 1935 se Rjúdžó spolu s Hóšó účastnila v rámci dočasně sestaveného 4. loďstva (第四艦隊 dai-jon kantai) námořního cvičení v severozápadním Pacifiku. Ráno 21. srpna sice přišlo varovaní před blížícím se tajfunem, ale bylo již příliš pozdě, než aby se mu lodě dokázaly vyhnout. V bouři poblíž Honšú, kde vítr dosahoval rychlosti 79 uzlů (40,6 m/s), byla Rjúdžó poškozena vlnami přelévajícími se přes přední palubu a narážejícími do můstku. Po této zkušenosti – která vešla ve známost jako „incident 4. loďstva“ – následovala v roce 1936 další zastávka v docích spojená s úpravou přídě. Úpravy trvaly až do počátku roku 1937.
Dne 7. července 1937 došlo v Číně k incidentu na mostě Marca Pola. Incident se stal rozbuškou k osmileté druhé čínsko-japonské válce, do které se zapojilo i císařské námořnictvo. Takzvané šanghajské operace se měla zúčastnit i 1. divize letadlových lodí (第一航空戦隊 dai-iči kókú sentai) 3. loďstva (第三艦隊 dai-san kantai), tvořená letadlovými loděmi Hóšó a Rjúdžó. Ty toho času kotvily v Sasebu. Dne 12. srpna vyplula 1. divize k čínským břehům. Do prostoru u ostrovů Ma'an (马鞍列岛, 30°46′30″ s. š., 122°43′30″ v. d.) u Šanghaje dorazila Rjúdžó odpoledne 15. srpna a 1. divize se tak spojila s 2. divizí (Kaga). Tajfun nad Východočínským mořem ale znemožnil letecké operace během prvních dnů přítomnosti Rjúdžó v oblasti.
Pozici hikótaičó (飛行隊長 ~ velitel palubní skupiny) zastával tai'i (大尉 ~ poručík) Jasuna Kozono který zároveň vedl palubní útočnou eskadru. Sentóki buntaičó (戦闘機分隊長 ~ velitel palubní stíhací letky) byl tai'i Šigeru Itaja – pozdější velitel stíhačů doprovázejících první útočnou vlnu nad Pearl Harbor.

### První vítězství: Šanghaj, srpen 1937

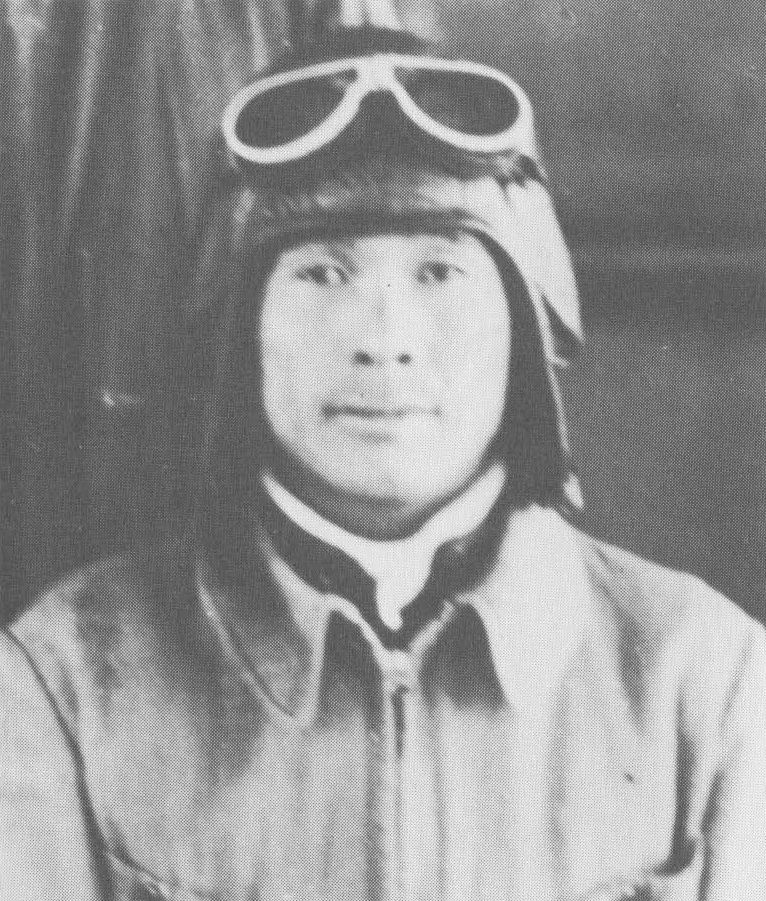
Tadaši Kaneko, budoucí stíhací eso s osmi přiznanými sestřely, si během akce 22. srpna připsal první dvě vítězství

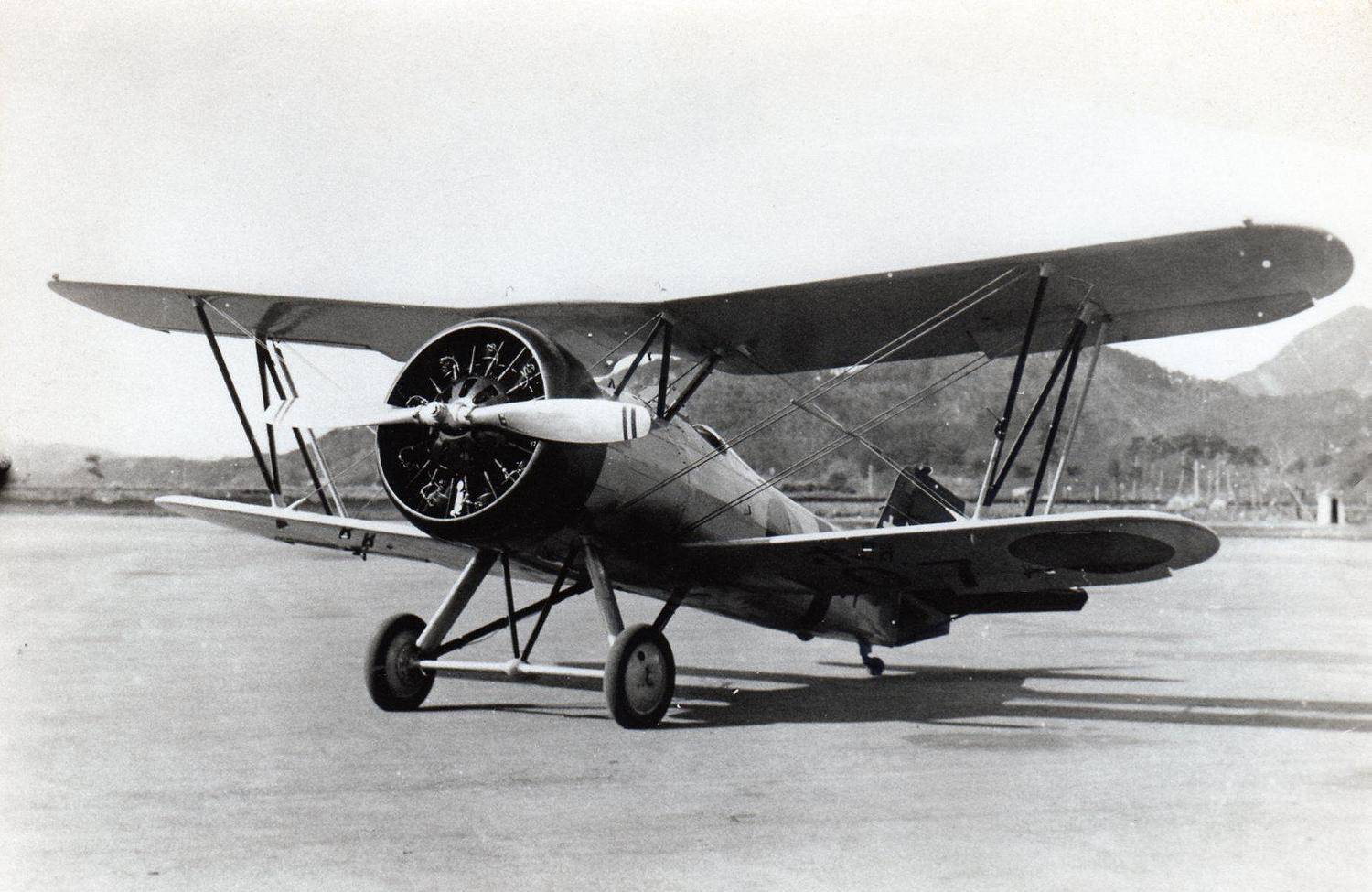
Palubní stíhací letoun typu 95 neboli Nakadžima A4N o jehož nasazení v srpnu 1937 z paluby Rjúdžó hovoří některé zdroje. Tento konkrétní stroj je ホ-107, který podle kódu patřil na Rjúdžó a podle APKR jej měl v akci 23. srpna pilotovat Suzuki

Ráno 22. srpna 1937 narazila nad Pao-šan (31°24′57″ s. š., 121°28′48″ v. d.) čtyřčlenná sekce palubních stíhacích (kansen) A2N1, vedená tai'i Tadaši Kanekou, na 18 stíhacích Hawk III ze 4. a 5. tatuej (大隊 dàduì ~ letecká skupina/pluk) čínského letectva. Početní převahu Číňanů více než vyrovnal moment překvapení při útoku japonské čtveřice zezadu. Bylo sestřeleno šest Hawků, bez jediné ztráty na japonské straně. Na japonské straně si dva sestřely nárokoval velitel sekce Kaneko a tři sestřely si nárokovalo jeho číslo a budoucí letecké eso nitó kókú heisó (二等航空兵曹 ~ desátník) Jošió Fukui.
Následujícího dne, 23. srpna ráno, vedl čtyřčlennou sekci nad Pao-šan čú'i (中尉 ~ mladší poručík) Minoru Suzuki, aby poskytl krytí hydroplánům z Nagato, Mucu a Kamoi útočících na pozemní cíle. Podle japonského hlášení se v 8:40 Suzukiho stíhači střetli nad Pao-šan s 27 čínskými stíhačkami Hawk III a Boeing 281. Japonci si nárokovali celkem devět (či deset) sestřelených Číňanů a to bez vlastní ztráty. Dva sestřelené Boeingy šly na konto Suzukiho druhého čísla (a rovněž budoucího stíhacího esa) ittó kókú heisó (一等航空兵曹 ~ četař) Masaiči Kondóa. Za tento čin obdržel Suzuki blahopřejný telegram od velitele 3. loďstva čúdžó (中将 ~ viceadmirál) Kijoši Hasegawy a jména letců byla čtena v denním rozkaze.
Jednotlivé zdroje se neshodují v tom, jaká (zejména stíhací) letadla v tomto období Rjúdžó nesla. Podle Nowaka a Gustavssona se mělo jednat o A2N1 a podle Vejříka, Herolda a Schlangeho se akcí z paluby Rjúdžó účastnily i kansen A4N1. Podle Hata & Izawa mělo dojít k přezbrojení, ale kvůli nedostatku nových letadel se i nadále používaly A2N1. APKR prezentuje barevný bokorys A4N1 ホ-107, který měl 23. srpna pilotovat Suzuki. Tento A4N je fotograficky doložen, ale nedatován.

### Zastávka v Sasebu a druhý turnus u čínských břehů (září–prosinec 1937)
Koncem srpna zamířila Rjúdžó zpět do Saseba, kam dorazila 2. září. Po doplnění zásob vyplula Rjúdžó spolu s Hóšó 5. září zpět k čínským břehům – tentokrát k pobřeží provincie Kuang-tung. Obě lodě začaly u jihočínského pobřeží působit 20. září.
Obě lodě provedly 21. září – navzdory špatnému počasí – dva společné útoky. Ranní útok vedl Kozono (již jako šósa [少佐 ~ korvetní kapitán]) a cílem byla letiště Tchien-che (天河) a Paj-jün (白云). Rjúdžó vyslala dvanáct D1A2 a devět A2N1. Ty se nad cílem utkaly v déle než 30 minut trvající bitvě se sedmi Hawk III z 29. čungtuej (中隊, zhongdui ~ squadrona) 5. tatuej. Ve společném boji spolu se šesti stíhači z Hóšó sestřelili japonští piloti nejméně dva Hawky. Pro letce z Rjúdžó se akce opět obešla beze ztrát a navíc si nárokovali šest sestřelů.

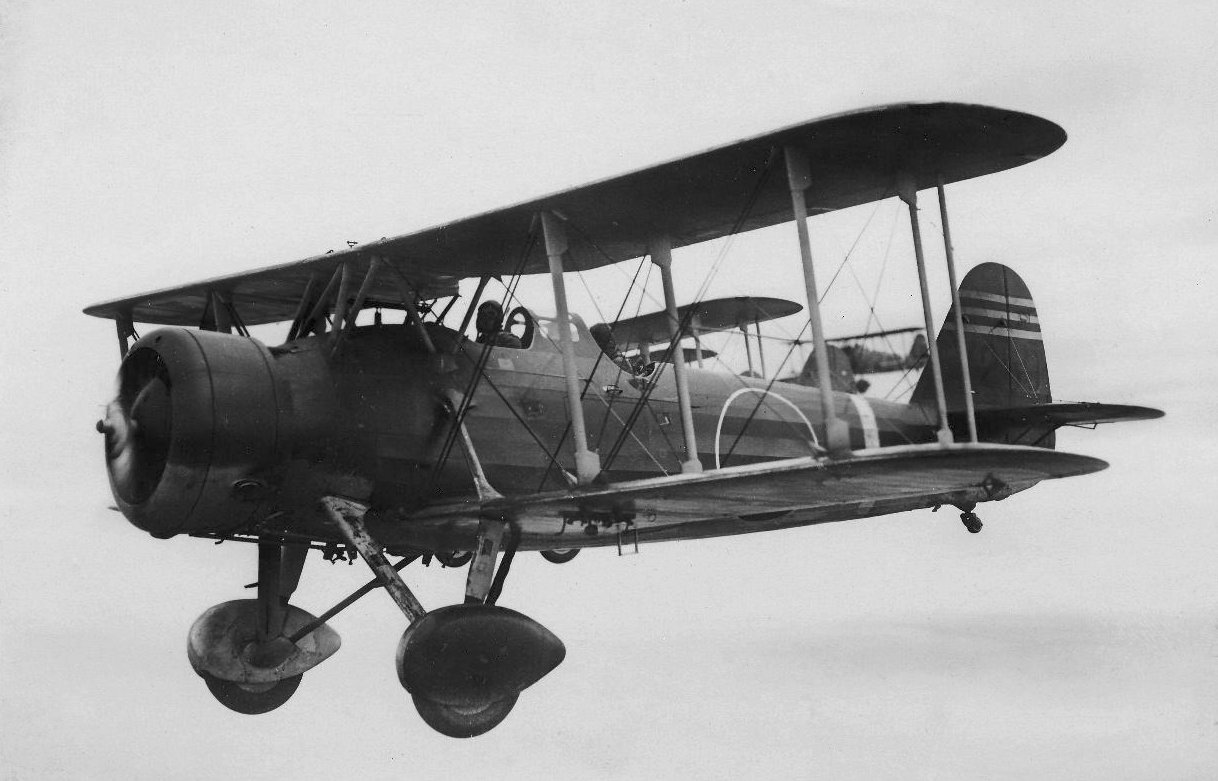
Balubní bombardovací letoun (kanbaku) typu 96, neboli Aiči D1A2

Do odpoledního útoku vyslala Rjúdžó 16 D1A2 a 9 A2N1, které se opět utkaly se zbývajícími Hawky III z 29. čungtuej. K zemi tentokrát šel minimálně jeden Hawk III: stroj č. 5231 velitele čínské letky byl zasažen a jeho pilot Tcheng Chung-kchaj musel vyskočit. Velitel šótai (小隊 ~ sekce) z Rjúdžó ittó kókú heisó Koširo Jamašita si nárokoval jeden sestřel samostatně a jeden ve spolupráci. Nitó kókú heisó Fukui si tentokrát nárokoval dva sestřely. Japonští piloti obou letadlových lodí si za tento den nárokovali celkem 16 jistých a jedno pravděpodobné vítězství. Číňané přiznali ztrátu 11 strojů.
Následovaly další, téměř každodenní útoky na Kuang-tung, které pokračovaly až do 30. září, ale k dalším střetům s čínským letectvem již nedošlo.
Dne 3. října 1937 se Rjúdžó a Hóšó vrátily k šanghajským břehům. Hóšó pak předala své stroje na Rjúdžó a odplula do Japonska. Rjúdžó ještě působila nějaký čas u čínských břehů, ale někdy po 5. říjnu odeslala všechny svoje stroje na letiště Kunda u Šanghaje a pravděpodobně koncem listopadu zamířila do Saseba, kam pravděpodobně dorazila 1. prosince.
V Sasebu proběhla nezbytná údržba, byla sestavena nová hikókitai (飛行機隊 ~ palubní letecká skupina) a Rjúdžó se věnovala výcviku a hlídkování v Japonském moři.

### Opět u čínských břehů a tajfun (březen–listopad 1938)

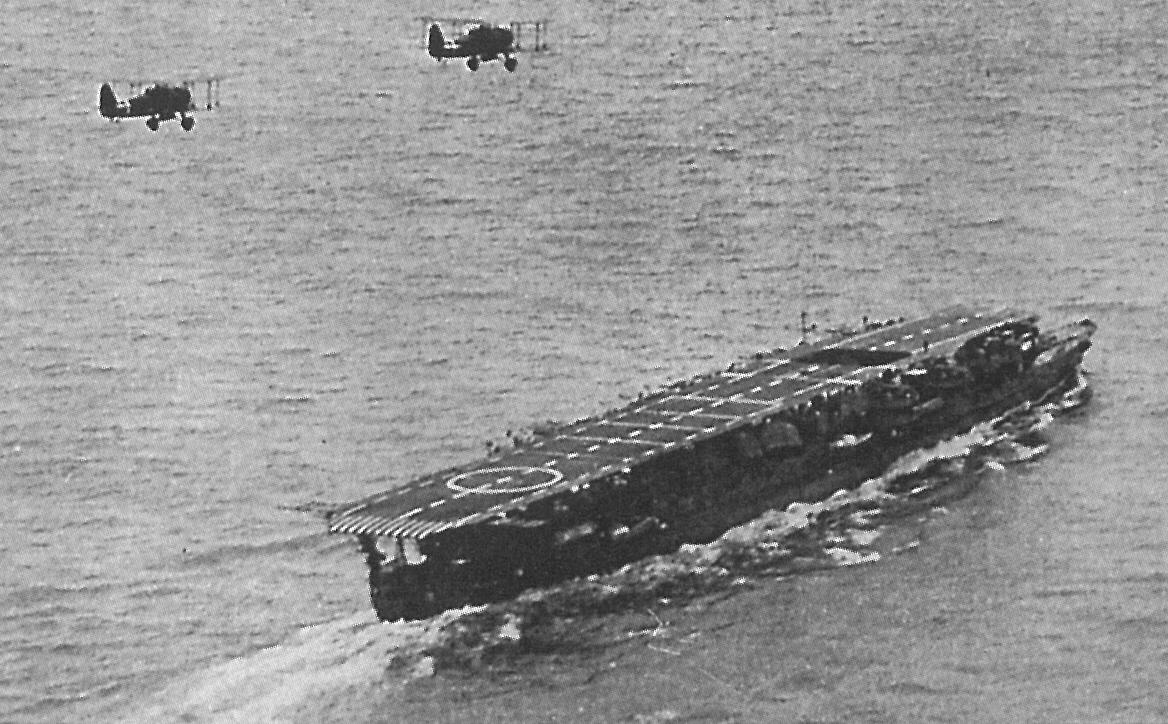
Dva střemhlavé bombardéry D1A2 přelétávají nad Rjúdžó

V polovině března 1938 vyplula Rjúdžó opět k čínským břehům do Jihočínského moře. Tam se k ní koncem dubna přidala nová letadlová loď Sórjú. Při reorganizaci čínského oblastního loďstva byla Rjúdžó zařazena – spolu s letadlovou lodí Sórjú – do 2. divize letadlových lodí, zatímco Kaga nyní tvořila 1. divizi. Úkolem japonských letadlových lodí v oblasti bylo nyní převážně hlídkování a blokáda pobřeží. Po asi dvaceti dnech u jihočínských břehů se Rjúdžó vrátila do Japonska.
Ráno 7. září se Rjúdžó nacházela asi 100 námořních mil (185,2 km) jihozápadně od ostrova Rota. V 7:00 odstartovaly dva D1A2 vedené šó'i (少尉 ~ podporučík) Sadamu Takahašim k šestihodinovému cvičnému navigačnímu a spojovacímu letu. Při návratu ale oba stroje zastihl rychle se formující tajfun, který zasáhl i Rjúdžó. Ta se nacházela 50 námořních mil (92,6 km) od místa jeho zrodu. Oba vracející se bombardéry našly svoji mateřskou loď bojující s bouří. Voda se přelévala přes letovou palubu a boční výkyvy dosahovaly až 30°. Kapitán Rjúdžó chtěl oba letouny poslat k nouzovému přistání na japonské mandátní území Rota, ale buntaičó (分隊長 ~ velitel buntai/palubní letka) tai'i Takašige Egusa mu oponoval a trval na tom, že letouny musí přistát na letadlové lodi. K přeletu na Rota by jim totiž nevystačilo palivo. Egusa svůj postoj prosadil a po zapnutí gyroskopického stabilizátoru Sperry se boční výkyvy omezily natolik, že bylo možno přistát a oba bombardéry i s posádkami tak byly zachráněny.
Obě divize (1. a 2.) letadlových lodí společně zaútočily 25. září na kuomintangské pozice v Kantonu. Spolu s letadlovými loděmi Kaga, Sórjú a nosiči hydroplánů Kamoi a Notoro se Rjúdžó zúčastnila mezi 12. až 25. říjnem podpory japonské ofenzívy v provincii Kuang-tung, během které 21. října padl Kanton.

### Klid před bouří (1938–1941)
Koncem listopadu 1938 se Rjúdžó vydala zpět do Saseba, kde v docích proběhly nezbytné opravy. Dne 16. března 1939 zahynul při leteckém neštěstí ittó kókú heisó Sukesada Senda ze stíhací buntai. V říjnu 1939 byla loď přesunuta do rezervy (tj. byla klasifikována jako 予備艦 jobikan). Již ale počátkem následujícího roku 1940 bylo rozhodnuto Rjúdžó opět reaktivovat. Spolu s tím souvisela poslední předválečná modifikace Rjúdžó v Sasebu.
Od února do července 1940 využívali palubu Rjúdžó piloti 12. kókútai (航空隊 ~ letecký pluk/skupina) k nácviku startů a přistání na letadlové lodi. K 15. listopadu 1940 byla Rjúdžó reaktivována a stala se vlajkovou lodí 3. divize letadlových lodí 1. loďstva. Byla sestavena nová hikókitai a s ní se loď zúčastnila protiponorkového výcviku v Japonském moři. Když byl 10. dubna 1941 utvořen úderný svaz letadlových lodí (機動部隊 kidó butai), stala se Rjúdžó vlajkovou lodí 4. divize letadlových lodí 1. letecké floty (第一航空艦隊 dai-iči kókú kantai). Vedle Rjúdžó působil ve 4. divizi letadlových lodí transportér Kasuga Maru a po svém dokončení v listopadu 1941 i lehká letadlová loď Šóhó.
Následovala okružní plavba Pacifikem, během které Rjúdžó a její letouny absolvovaly protiponorkové cvičení. Podle Nowaka měla Rjúdžó vyplout 29. dubna 1941, zatímco podle Tullyho měla toho dne připlout do Jokosuky a na okružní plavbu vyplout až 25. května. Navštívila atoly Eniwetok (1.–3. června), Kwajalein (4.–9. června), Truk (13.–17. června) a ostrov Saipan (17.–18. června). Dne 29. června se vrátila do Tokijské zátoky. Po dvoudenní zastávce v Jokohamě se Rjúdžó vrátila do Jokosuky. Od 7. července do 22. října prodělávala cvičení ve Vnitřním moři, jehož součástí byl ve dnech 10. až 19. října i výcvik příslušníků 3. kókútai v přistání na letadlové lodi. Poté opustila Vnitřní moře, aby navštívila Takao na Formose a Makó na Pescadorech. Dne 11. listopadu se vrátila do Kure.
Dne 11. listopadu 1941 byl novým hikótaičó na Rjúdžó jmenován devětadvacetiletý tai'i Takahide Aioi. Aioi byl zkušený veterán a v Číně si vydobyl status stíhacího esa. Nyní měl velet jednotce, která spolu nikdy nebojovala. Šest stíhacích pilotů pocházelo původně z Tainan kókútai (台南航空隊) a dalších šest ze 3. kókútai. Aioi jejich výcvik hodnotil jako nedostatečný a byl toho názoru, že obě kókútai se tak zbavily nejméně kvalifikovaných pilotů.
Rjúdžó byla určena k podpoře vylodění na jižních Filipínách, což byl jeden z úkolů jižního svazu čúdžó Nobutake Kondóa. 27. nebo 29. listopadu vyplula ze Saeki k Palau, kam dorazila 5. prosince.

## Za druhé světové války

### Podpora invaze na Filipíny (prosinec 1941)

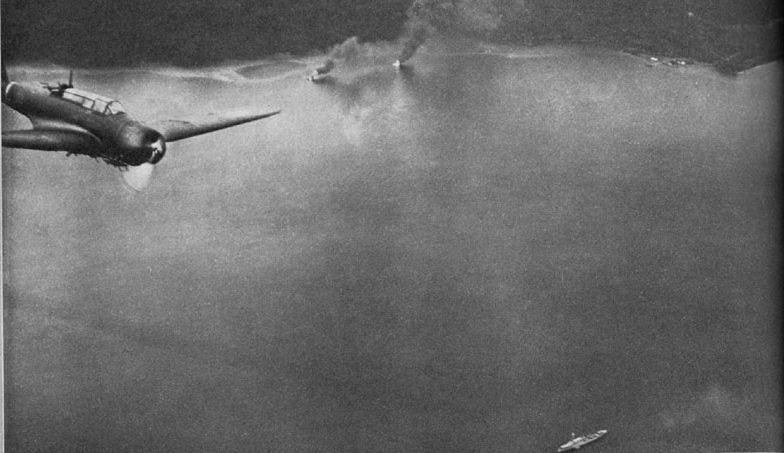
Malalag Bay 8. prosince 1941 po sedmé hodině ráno: Kankó B5N1 z Rjúdžó přelétá nad zásobovací lodí hydroplánů USS William B. Preston. Pumové závěsy jsou prázdné, což znamená, že tento kankó již svůj útok provedl. U pobřeží hoří zbytky obou PBY-4, které rozstříleli doprovodní stíhači.

Odpoledne 6. prosince 1941 vyplula Rjúdžó z Palau s úkolem neutralizovat americkou námořní základnu v Davao na Mindanau. Velitel doprovodného torpédoborce Amacukaze Tameiči Hara uvádí, že jí doprovázely dva těžké křižníky, lehký křižník Džincú a osm torpédoborců. Hackett a Kingsepp píší, že součástí doprovodu byly tři těžké křižníky (Mjókó, Nači a Haguro) a torpédoborců bylo devět. K Rjúdžó byl přiřazen torpédoborec Šiokaze jako blízký doprovod, který tak mohl plnit roli takzvaného tonbo curi (蜻蛉釣 ~ chytání vážek) – tj. zachraňovat posádky, které při startu nebo přistání skončí ve vodě (obdoba amerického plane guard).
Za úsvitu 8. prosince (7. prosince havajského času) dosáhla Rjúdžó plánovaného místa startu svých letounů: 50 mil (80,6/92,6 km) východně od mysu San Augustin (6°16′18″ s. š., 126°11′30″ v. d.) a 100 mil (160,9/185,2 km) východně od Davao. Bartsch uvádí polohu 140 mil (225,3/259,3 km) východně od Davao. Mezi 4:00 a 4:55 – tedy asi hodinu poté, co byly americké jednotky na Filipínách informovány o útoku na Pearl Harbor – odstartovala z Rjúdžó první vlna celkem třinácti palubních útočných (kankó) B5N1, vyzbrojených 60kg pumami, a devíti palubních stíhacích A5M4. Nejprve odstartovala tříčlenná šótai A5M4, kterou vedl hikó heisóčó (飛行兵曹長 ~ praporčík) Mucuo Sagara, po ní následoval Aioi se dvěma dalšími stíhacími šótai a nakonec startovaly kankó. Start se odehrával na rozbouřeném moři při vysokých vlnách, viditelnost byla omezená a na piloty čekala cesta skrz přeháňky.
Nálet na Davao byl prakticky úderem do prázdna. Po 6:00 přiletěly bombardéry nad Davao. Podle Bartsche odhodila část bombardérů své pumy na místní prázdné letiště, které poté postřelovali stíhači. Rovněž podle Bartsche měla informace o bombardování Davaa v 6:15 dorazit na velitelství USAFFE (US Army Forces in the Far East ~ americká dálněvýchodní armáda) – stala se tak první zprávou o japonské agresi vůči Filipínám. Ostatní prameny (Dull, Hara, SCI1994, Burton) se o útoku první vlny na letiště nezmiňují, případně ho výslovně přisuzují druhé vlně.
Nebráněné letiště a prázdný přístav nepředstavovaly hodnotné cíle, a tak letci pokračovali v pátrání na jih. V zátoce Malalag (6°37′ s. š., 125°24′ v. d.) našli zásobovací loď hydroplánů USS William B. Preston (přestavěný torpédoborec třídy Clemson) a dvě zakotvené PBY-4 Catalina od VP-101 PatWing-10. Třetí Catalina 101-P-6 byla tou dobou na hlídce. Napřed zaútočily v 7:10 stíhačky, které zapálily a potopily obě Cataliny 101-P-4 a 101-P-7. Poté zaútočily bombardéry, ale William B. Preston byl jednou z mála k boji připravených jednotek na Filipínách. Bombardérům se nepodařil ani jeden zásah a naopak bránící se loď dokázala poškodit dvě A5M4 a jednu B5N1. Poškozená B5N1 musela na zpáteční cestě přistát na hladině a její posádku zachránil torpédoborec Kurošio.
Ať již první vlna napřed napadla letiště, a nebo až o něco později cíle v zátoce Malalag, byl útok první vlny z Rjúdžó prvním japonským útokem, který dopadl na Filipíny.
Pár hodin po první vlně vyslala Rjúdžó druhou vlnu složenou ze dvou B5N1 a tří A5M4. Ty měly napadnout malé letiště a palivové nádrže v Davao. Podle Bartsche ale měly napadnout lodě v Davaoském zálivu. Jedna A5M4 byla sestřelena protiletadlovou palbou. Její pilot nitó hikó heisó (二等飛行兵曹 ~ desátník) Hiroši Kawaniši s ní přistál nedaleko předměstí, vrak zapálil a poté spáchal seppuku, aby nepadl do zajetí.
Po útoku na Mindanao zamířila Rjúdžó na sever. Ve 2:22 9. prosince přišla na americké letiště Del Monte (8°21′ s. š., 124°51′ v. d.) na Mindanau zpráva, že japonská letadlová loď byla zpozorována 50 mil (80,5/92,6 km) východně od ostrova Catanduanes. Ráno 9. prosince proto z Del Monte odstartovalo šest armádních B-17 Flying Fortress od 93rd BS (Bombing Squadron ~ bombardovací peruť) vedené jejím velitelem Cecilem Combsem. Bombardéry ale Rjúdžó nenašly a odpoledne přistály na Clark Fieldu (15°11′9″ s. š., 120°33′30″ v. d.). Bartsch považuje zdržení bombardérů z Del Monte pátráním po Rjúdžó za hlavní příčinu, proč nebyly B-17 přesunuty na Clark Field k rannímu útoku 9. prosince na Formosu.

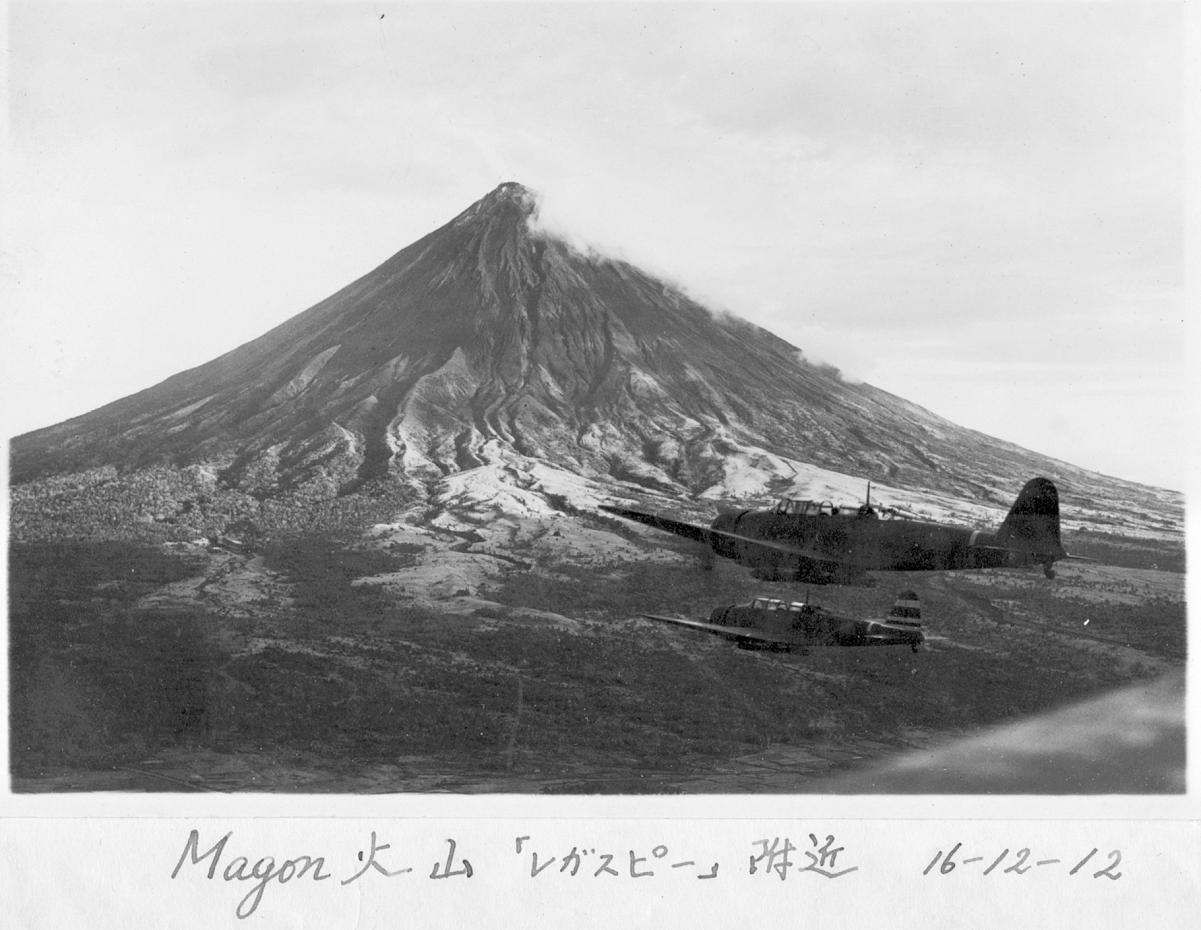
12. prosince 1941: Dvě kankó B5N1 z Rjúdžó letí napadnout cíle u Legazpi. Stroj v pozadí má tři žluté vodorovné pruhy na svislé ocasní ploše, což bylo označení pro letoun velitele hikótai (ať již v roli pilota a nebo častěji pozorovatele). V pozadí sopka Mayon.

Kolem 12. prosince poskytovala Rjúdžó – spolu s nosiči hydroplánů Čitose a Mizuho – letecké krytí vylodění u Legazpi na jižním Luzonu. Dne 13. prosince pilot P-40 při průzkumném letu nad Legazpi ohlásil, kromě jiných jednotek, i přítomnost letadlové lodě, kterou rovněž hlásili pobřežní pozorovatelé. Mohla to být jedině Rjúdžó, ale Maj (~ major) Emmett „Rosie“ O'Donnell (toho času čerstvě nejstarší velící důstojník Bomber Command/bombardovacího velitelství) na Del Monte chtěl mít jistotu a vyslal v 5:45 na ranní průzkum dvě B-17 od 19th BG (Bombing Group ~ bombardovací skupina). Létající pevnost B-17D s/n 40-3073 poručíka Williama „Billa“ Bohnakera vypadla z mraků nad Legazpi a přímo pod sebou její posádka zpozorovala letadlovou loď. Bohnaker zakroužil nad Rjúdžó a jelikož nemohl zaútočit – obě B-17 odstartovaly bez pum – vydal se zpět na Del Monte. Když se následujícího dne kolem poledne tři B-17 dostaly až nad Legazpi, aby zaútočily na letadlovou loď, Rjúdžó tam již nebyla. Vydala se zpět na Palau, kam dorazila rovněž 14. prosince.
Dne 17. prosince opět vyplula z Palau směrem k jižním Filipínám. Spolu s nosičem hydroplánů Čitose a těžkými křižníky Nači, Haguro a Mjókó poskytovala podporu vylodění v Davao. Odpoledne 19. prosince vyslala šest letounů, aby napadly vysílačku na mysu San Augustin. Po půlnoci na 20. prosince začalo vyloďování vojsk v Davao, kterému během dne Rjúdžó poskytla leteckou podporu. Japonské jednotky se setkaly jen s minimálním odporem, a tak byla v Davao vysazena jenom část vojáků. Téhož dne zaútočilo dvanáct B5N1 z Rjúdžó na britský tanker poblíž Davaa.
Ráno 23. prosince zaútočilo na Davao šest holandských létajících člunů Do 24 K-1: X-11, X-12 a X-25 od GVT-2 a X-26, X-27 a X-30 od GVT-5. Jelikož nad přístavem hlídkující F1M ze Sanuki Maru nedokázaly Holanďany zastavit, odeslala krátce po útoku Rjúdžó na letiště Davao sedm svých stíhacích A5M4 a dvě B5N1.
Dne 25. prosince podporovala Rjúdžó vylodění druhé části vojáků na Jolo. Mindanao i Jolo později posloužily jako základny pro útok na Borneo. Po vylodění jednotek se Rjúdžó vrátila na Palau. Již 28. prosince opustila Palau a po jednodenní zastávce v Makó zamířila do zátoky Cam Ranh v Japonci okupované Francouzské Indočíně, kam dorazila 4. ledna 1942.

### Britská Malajsie a Nizozemská východní Indie (leden až březen 1942)
V pátek 16. ledna opustila Rjúdžó Cam Ranh, aby podpořila útoky na Singapur a okolní letiště. Do Cam Ranhu se vrátila 19. ledna.
Dne 23. ledna opět vyplula podpořit japonský postup k Singapuru. Dne 25. ledna 1942 byly během průzkumného letu ze Singapuru na sever napadeny japonskými stíhači dva letouny Lockheed Hudson Mk.IV (australské s/n A16-21 a A16-54, výrobní číslo 414–1872 a 414–1907; tyto stroje zprvu byly označovány jako Hudson Mk.I, resp. Mk.II), patřící do výzbroje 1. squadrony RAAF. Velitelem prvního letounu byl F/O (Flying Officer ~ nadporučík) P. J. Gibbes, druhého pak F/Lt (Flight Lieutenant ~ kapitán) J. G. Emerton. Je možné, že tyto dva Hudsony byly napadeny dvěma A5M4 z Rjúdžó. Pravděpodobněji ale útočníky byla dvojice armádních Ki-27 od 1. sentai (戦隊 ~ peruť). Dne 30. ledna se loď opět vrátila do Cam Ranh.
Dne 10. února vyplula, aby se podílela na útocích na lodní přepravu u Singapuru a útoku na Palembang na Sumatře. V pátek 13. února byla objevena průzkumným letounem Hudson Mk.III, s/n AM937 z 8. squadrony RAAF (kapitánem stroje byl F/Lt H. C. Plenty). Pravděpodobně to byly stíhačky z Rjúdžó, které napadly průzkumný Hudson Mk.IV (původně Hudson Mk.I; RAAF s/n A16-37, výrobní číslo 414–1888), jehož velitelem byl F/Lt David W. Colquhoun. Toho dne byla také zahájena evakuace Singapuru a spolu s dalšími plavidly a leteckými jednotkami se i Rjúdžó podílela na operacích proti lodím opouštějícím Singapur. Během tohoto a následujících tří dní si letci z Rjúdžó nárokovali následující plavidla:
| 13. únor | 14. únor | 15. únor (kapitulace Singapuru)                                             |
| --- | --- | --------------------------------------------------------------------------- |
| - 10 000 tunová loď potopena - 10 000 tunová loď zapálena - 7000 tunová loď zapálena - 8000 tunová loď poškozena - 6000 tunová loď poškozena - 800 tunová loď poškozena - 700 tunová loď poškozena - „malé plavidlo“ poškozeno | - torpédový člun potopen - 8000 tunová loď potopena - 1500 tunové „speciální plavidlo“ potopeno - 800 tunový dělový člun potopen - transportní loď potopena - minolovka potopena | - 7000 tunová loď poškozena - těžký křižník zapálen (HMS Exeter – viz níže) |
| - 10 000 tunová loď potopena - 10 000 tunová loď zapálena - 7000 tunová loď zapálena - 8000 tunová loď poškozena - 6000 tunová loď poškozena - 800 tunová loď poškozena - 700 tunová loď poškozena - „malé plavidlo“ poškozeno | - torpédový člun potopen - 8000 tunová loď potopena - 1500 tunové „speciální plavidlo“ potopeno - 800 tunový dělový člun potopen - transportní loď potopena - minolovka potopena | 16. únor                                                                    |
| - 10 000 tunová loď potopena - 10 000 tunová loď zapálena - 7000 tunová loď zapálena - 8000 tunová loď poškozena - 6000 tunová loď poškozena - 800 tunová loď poškozena - 700 tunová loď poškozena - „malé plavidlo“ poškozeno | - torpédový člun potopen - 8000 tunová loď potopena - 1500 tunové „speciální plavidlo“ potopeno - 800 tunový dělový člun potopen - transportní loď potopena - minolovka potopena | - 200t loď těžce poškozena - 600t loď po útoku opuštěna posádkou            |
| Nároky japonských pilotů je třeba brát s rezervou, jak ukazuje příklad HMS Exeter níže | |                                                                             |

V sobotu 14. února plula Rjúdžó asi 60 mil (96,6/111,1 km) za invazním konvojem mířícím do ústí řeky Moesi na Sumatře. Ráno odstartovalo z P2 celkem patnáct Blenheimů IV z 84. a 211. squadrony RAF s rozkazem napadnout letadlovou loď. Blenheimy od 211. squadrony a většina strojů 84. squadrony ale Rjúdžó nenašla a zaútočila na konvoj. Rjúdžó našly pouze dva bombardéry 84. squadrony. Blenheim T2249 F/Lt V. C. Wyllieho na Rjúdžó narazil až poté, co odhodil své pumy na konvoj. F/Lt M. K. Holland se svým strojem V6092 Rjúdžó našel a zaútočil na ní, ale jeho pumy letadlovou loď minuly.
Kolem sedmé hodiny ráno v neděli 15. února byla Rjúdžó zpozorována holandskou PBY-5 Catalinou Y-62 C/N 355 od GVT-2 poblíž souostroví Anambas. Létající člun stihl zmizet dříve, než mohly zaútočit stíhačky z Rjúdžó. Posádka Cataliny identifikovala Rjúdžó jako „třídu Kaga“ a stíhačky jako Me 109.

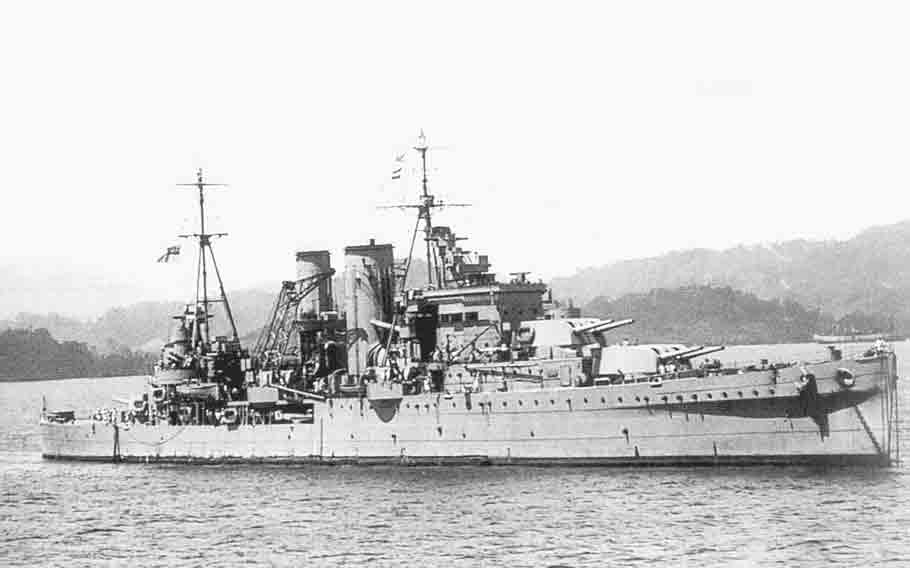
Britský křižník HMS Exeter u pobřeží Sumatry v roce 1942. Dne 15. února přežil celkem sedm leteckých útoků japonského námořního letectva bez vážnějších poškození.

V 8:00 vyslala Rjúdžó sedm bombardovacích B5N1 proti ABDA eskadře Schout-bij-nacht (kontradmirál) Doormana, kterou objevil hydroplán z Čókaj. Ta se skládala z těžkého křižníku HMS Exeter, lehkých křižníků HMAS Hobart, Hr. Ms. Java, Hr. Ms. De Ruyter (vlajkový), Hr. Ms. Tromp a osmi torpédoborců. Krátce po 11:30 našly bombardéry první vlny Doormanův svaz a zaútočily na Exeter. Posádky bombardérů se domnívaly, že křižník zasáhly. Ve skutečnosti byl pouze blízkým dopadem pumy těžce poškozen létající člun Walrus I R6587 od 700. squadrony FAA na katapultu křižníku. Druhá vlna šesti B5N1, která dorazila o hodinu později, rovněž nezaznamenala žádný zásah. Ve 14:30 zaútočila – opět neúspěšně – třetí vlna sedmi B5N1. Čtvrtá vlna šesti B5N1, která dosáhla pouze dvou blízkých dopadů při útoku na Exeter, jí následovala o dvě hodiny později. Protiletadlová palba poškodila dva stroje z poslední vlny. Na svaz zaútočily navíc ještě bombardéry 22. kókú sentai (航空戦隊 ~ letecká flotila): G3M2 „Nell“ z Genzan a Mihoro kókútai (元山航空隊 a 美幌海軍航空隊) a G4M1 „Betty“ z Kanoja kókútai (鹿屋航空隊). Na rozdíl od nároků japonských pilotů byly blízkými explozemi pouze lehce poškozeny Exeter a dva torpédoborce. Letecké útoky ale Schout-bij-nacht Doormana přiměly upustit od záměru napadnout invazní konvoj a vrátit se do Tanjung Priok na Jávě.
Odpoledne 17. února objevil hydroplán z Mogami poblíž ostrova Billiton holandský torpédoborec Hr. Ms. Van Nes a osobní loď SS Sloet van de Beele s evakuovanými vojáky a evropskými civilisty z Billitonu. Vzápětí na ně zaútočilo 15 G3M z Genzan kókútai a 10 B5N1 z Rjúdžó. Jako první šel ke dnu Sloet van de Beele a Van Nes se potopil v 16:45. Kolem 17:00 zaútočilo několik B5N1 z Rjúdžó na opuštěný torpédoborec Hr. Ms. Van Ghent v Gasparské úžině, který 15. února najel na útes.
Dne 19. února Rjúdžó zakotvila v St. James na Singapuru.
Buďto 26. nebo 27. února vyplula loď opět na moře, aby poskytla krytí konvoji invazních sil určených pro západní Jávu. Navečer 27. února se spojenecký svaz Schout-bij-nacht Doormana pokusil konvoj napadnout, což vedlo k bitvě v Jávském moři, které se ale Rjúdžó nezúčastnila. Poslední spojenecké hladinové jednotky, které bitvu přežily, se uchýlily do Surabaye a 28. února večer se pokusily uniknout z Jávského moře. Následujícího dne se Exeter a dva torpédoborce střetly v bitvě u Baweanu s japonskými křižníky a torpédoborci. Rjúdžó vyslala ve 13:00 šest (respektive dvanáct) B5N1 k útoku na torpédoborec USS Pope, který jako jediný přežil střetnutí s japonskými hladinovými silami a poté se snažil uniknout směrem na východ. Eskortovalo je šest A5M4. Na torpédoborec již předtím zaútočily hydroplány z Mizuho a Čitose. B5N1 z Rjúdžó objevily uprchlíka v 15:05. Jedna z pum explodovala ve vodě na levoboku a poškodila obšívku. Pope byl následně doražen těžkými křižníky Ašigara a Mjókó.
Dne 2. března letouny z Rjúdžó potopily 1799tunový holandský parník SS Sinabang asi 150 mil (241,4/277,8 km) severovýchodně od Jakarty.
Dne 5. března se Rjúdžó opět vrátila do Singapuru.

### Operace v Indickém oceánu (březen a duben 1942)
Po návratu do Singapuru byla Rjúdžó přiřazena k hlavním silám Malajského svazu a její letouny podpořily v rámci operace T japonský postup v Britské Barmě. Touto dobou mělo podle SCI1995 dojít k modernizaci leteckého parku, když zastaralé A5M4 měly být nahrazeny dvanácti moderními kanseny A6M2 Reisen/„Zero“. Podle Parshall & Tully, Hata & Izawa a Nowaka k tomu ale došlo až když se 23. dubna Rjúdžó vrátila do Kure.
Dne 14. března byla přiřazena k silám určeným k obsazení Andaman a Nicobar v Indickém oceánu. Již o dva dny později její letouny zaútočily na cíle na Andamanech. Poté zamířila k severu, aby 20. března její letouny podpořily pozemní jednotky v Barmě, kde se tou dobou bojovalo v džungli severně od Rangúnu. O šest dní později zakotvila v Mergui na jihu Barmy.
Dne 1. dubna vyplula Rjúdžó spolu s těžkými křižníky Čókaj (vlajkový), Kumano, Suzuja, Mogami, Mikuma, lehkým křižníkem Jura a čtyřmi torpédoborci do Indického oceánu. Svazu velel čúdžó Džisaburó Ozawa a jeho úkolem bylo v rámci operace C zaútočit na spojeneckou lodní přepravu v Bengálském zálivu a podpořit tak nájezd Nagumovy Kidó Butai na Cejlon.
Kolem poledne v neděli 5. dubna zaútočilo deset B5N z Rjúdžó na konvoj deseti lodí u Visakhapatnamu. Nákladní loď SS Dardanus (7726 tun) byla poškozena a její posádka ji opustila. Později se ale posádka vrátila a loď byla druhého dne při vlečení do Madrasu doražena japonskými hladinovými plavidly.
V pondělí 6. dubna se Ozawův svaz rozdělil. Ráno toho dne byla letadlová loď zpozorována dvouplošným Wapiti Mk.V J9754 od 6. letky pobřežní obrany (nebo 104. letky/bývalé 4. letky pobřežní obrany) indického letectva. Při návratu narazil Wapiti na trojici „Zer“ z Rjúdžó, která si ho ale nevšimla. Téhož dne Rjúdžó potopila (spolu s Jura a torpédoborcem Júgiri) tři plavidla u Čandrapúru a Visakhapatnamu. Na potopení dvou z nich (2646tunový britský SS Sinkiang a 2073tunový holandský MV Van der Capellen) se podílela letadla z Rjúdžó a třetí – britsko-indočínské společnosti patřící 3471tunová nákladní loď SS Taksang – byla potopena děly Rjúdžó a doprovodných plavidel. Dalších šest lodí bombardéry poškodily a zapálily tanker s benzínem. Celkem toho dne Ozawův svaz potopil 19 lodí, což představovalo 100 000 BRT. Bombardéry též napadly přístavy Visakhapatnamu a Coconada. Škody sice nebyly velké, ale nálety způsobily paniku mezi civilním obyvatelstvem a obě města se vylidnila.
U indických břehů operovala Rjúdžó až do 9. dubna. Během této doby potopil Ozawův svaz další čtyři obchodní lodě. Dne 11. dubna zakotvila Rjúdžó v Singapuru, odkud již 13. dubna pokračovala do Kure. Cestou se 16. dubna zastavila v Cam Ranh a do Kure připlula 23. dubna. Podle Parshall & Tully, Hata & Izawa a Nowaka teprve nyní došlo k výměně A5M4 za A6M2.

### Operace AL: Aleuty (červen 1942)

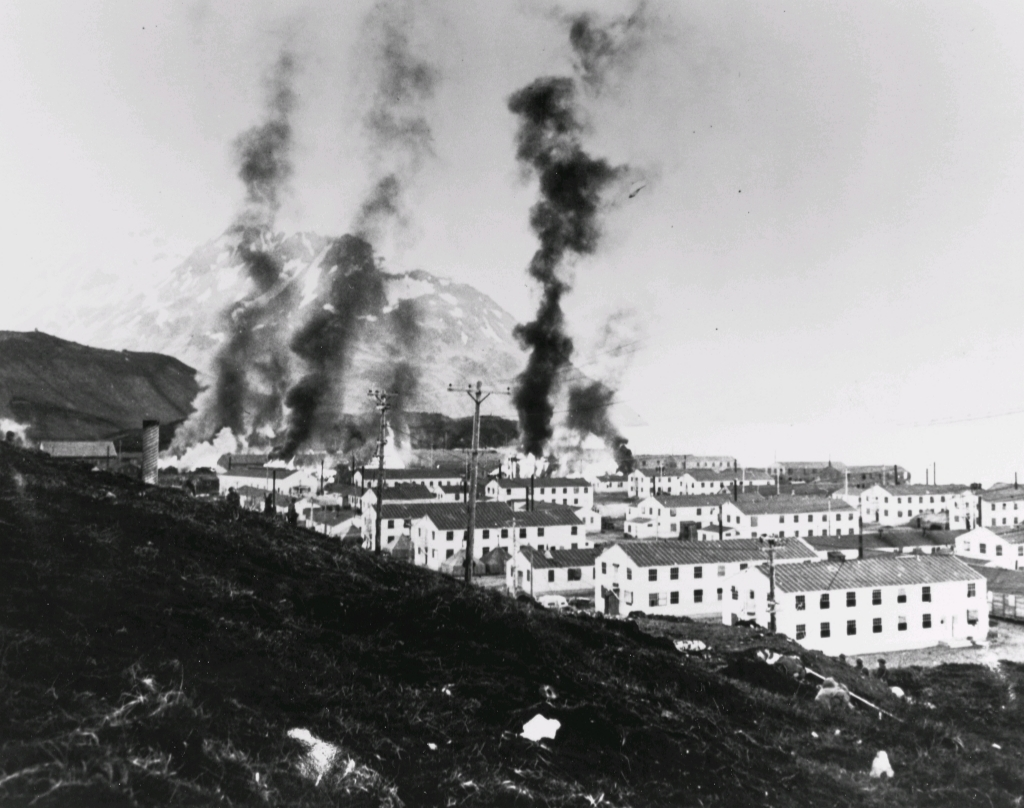
Hořící kasárna Fort Mears v Dutch Harboru po prvním útoku palubních letounů z Rjúdžó

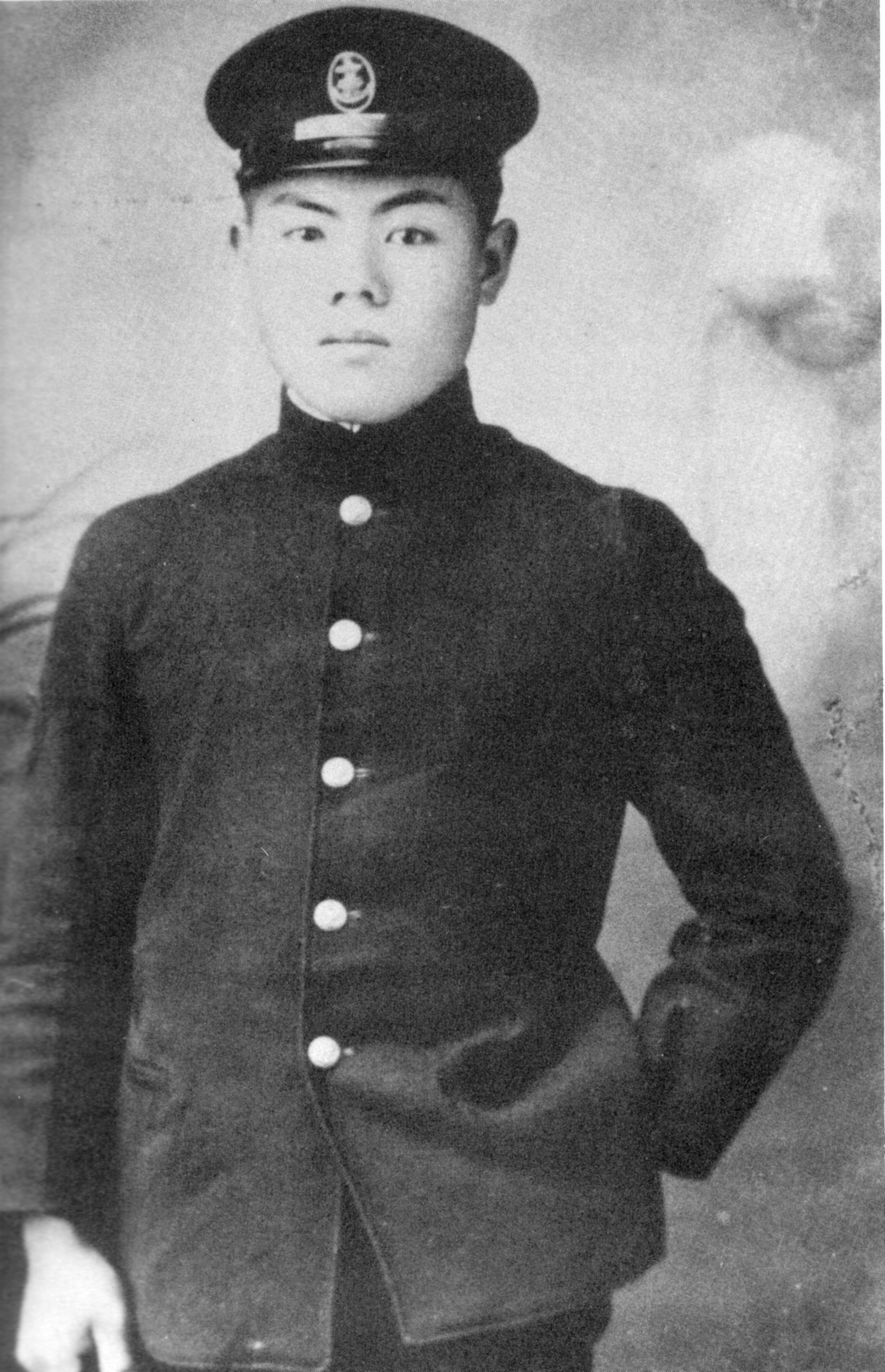
Tadajoši Koga – pilot „Akutanského Zera“ DI-108. Koga byl absolventem 3. běhu kó–šu hikó joka renšú (甲種飛行予科練習 ~ záložní letecký kurz mužstva třídy A) z dubna 1941, který před přidělením na Rjúdžó sloužil u 12. kókútai

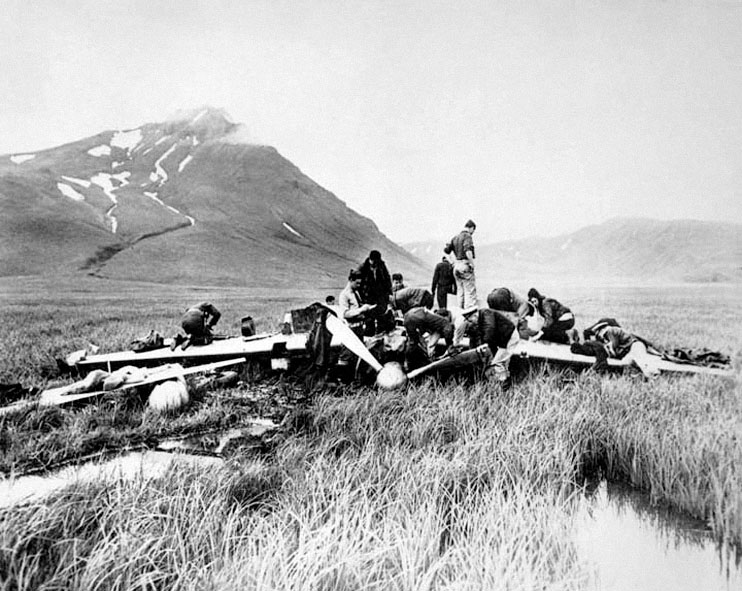
DI-108 (výrobní číslo 4593) převrácené v mokřině na Akutanu po objevení Američany…

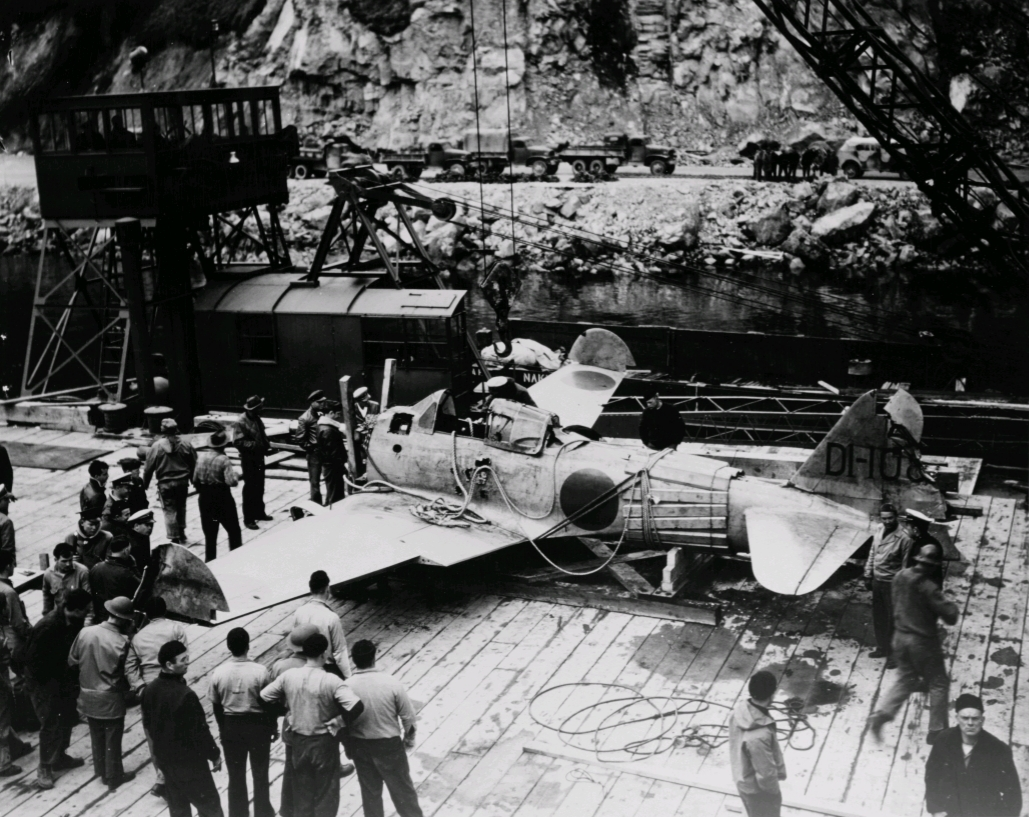
…a transportované do Států. Všimněte si sklopených koncových oblouků křídla a kódu DI-108 s jedním vodorovným žlutým pruhem na kýlovce, což bylo označení pro stroj velitele šótai. Během svého posledního letu ale podle Parshall & Tully letěl Koga jako číslo dvě ve 2. šótai. Žlutý pruh na trupu identifikující příslušnost k Rjúdžó hikókitai je zakryt dřevěným obložením. DI-108 se stalo prvním Zerem, které mohli Američané testovat, i když prvenství prvního ukořistěného Zera Spojenci náleží lejčouskému V-172 výrobního čísla 3372.

V Kure byla Rjúdžó 28. dubna umístěna do suchého doku, který opustila 6. května. Během této doby bylo kromě nezbytné údržby provedeno také poslední posílení protiletadlové výzbroje instalací dalších 25mm kanónů.
Dne 18. května vyplula z Kure a přes Saeki a Tokujamu doplula 25. května do Ominato na severu Honšú. Dne 26. května (nebo až 28. května, či dokonce až 30. května) vyplula k Aleutám. Svaz šóšó (少将 ~ kontradmirál) Kakudži Kakuty se skládal z lehkých letadlových lodí Rjúdžó a Džunjó, mateřské lodě hydroplánů Kamikawa Maru, těžkých křižníků Maja, Takao a čtyř torpédoborců. Rjúdžó byla vlajkovou lodí šóšó Kakuty.
Svaz se kvůli rychlosti doprovodného tankeru ke svému cíli přibližoval rychlostí pouhých 10 až 11 uzlů (18,5 až 20,4 km/h). Dne 2. června Kakutův svaz zpozorovala a nahlásila průzkumná PBY-5A Catalina od VP-42. Dne 3. června (Tokijského času) lodě dotankovaly palivo z tankeru.
Pozici hikótaičó zastával tai'i Masajuki Jamagami, který zároveň vedl palubní útočnou eskadru. Sentóki buntaičó byl tai'i Minoru Kobajaši.

#### První útok na Dutch Harbor (3. červen)
Aleutský svaz čúdžó Boširo Hosogawy měl provést operaci AL k zajištění severního obranného perimetru Japonských ostrovů. Operace měla proběhnout současně s útokem na Midway (Operace MI). Hosogawovi podřízený Kakutův svaz měl za úkol napadnout Dutch Harbor. Ve 3:00 3. června (místního času, východně od datové hranice) byla Rjúdžó přibližně 180 mil (289,7/333,4 km) jihozápadně od Dutch Harboru, což byla pozice, ze které vyslaly obě letadlové lodě letouny první útočné vlny. Špatné počasí a hustá mlha sice až doposud ochránily japonské lodě před odhalením leteckým průzkumem, ale nyní ztěžovaly provedení útoku.
Podle Nowaka vyslala Rjúdžó ve 2:43 do útoku 12 B5N2 a 6 A6M2, přičemž jedna B5N2 havarovala již při startu. Nad cíl měly přiletět ve 4:07. Dull ale píše o 14 B5N a třech stíhačích startujících ve 3:00, které nad cíl měly přiletět (navíc v redukovaném počtu: 9 B5N + doprovod) v 8:08 (!). Parshall & Tully a Creed uvádějí rovněž tři A6M2 a čtrnáct B5N2, včetně výčtu posádek, ale čas startu měl být 2:40 a čas přistání mezi 6:45 a 6:50.
Letci z Rjúdžó byli jediní, kteří svůj cíl nalezli, neboť letouny z Džunjó se vrátily zpět kvůli nepříznivému počasí. Parshall & Tully k tomu uvádí, že dvě A6M2 z Džunjó se připojily k útočné vlně z Rjúdžó a pokračovaly s ní k cíli.
Přibližující se útočnou vlnu z Rjúdžó zachytila na svém radaru zásobovací loď hydroplánů USS Gillis, která varovala obránce Dutch Harboru. Proti Japoncům odstartovalo několik armádních P-40E Warhawk z Cold Bay, ale nestihly dorazit včas. Bombardéry zaútočily na palivové nádrže, radiostanici, nemocnici a kasárna Fort Mears. Stíhači se věnovaly zakotveným PBY-5A Catalinám od VP-41 a VP-42. Dvě Cataliny od VP-41 se pokusily odstartovat. Catalina LT (~ poručík) Jack Litseyho byla během startu zasažena a začala hořet, takže Litsey s ní najel na mělčinu, kde následně Catalina explodovala. Druhá Catalina ENS (~ podporučík) James T. Hildebranda útočícím stíhačům unikla, přičemž její palubní střelci si nárokovali sestřelení jednoho Zera. Japonské ztráty činily podle Dulla pouze jeden sestřelený bombardér. Rovněž Parshall & Tully uvádějí jednu ztracenou B5N2. Nowak a USSBS hovoří o jedné B5N2 ztracené při startu (posádka byla zachráněna) a navíc o Kogově stíhačce (viz Druhý útok na Dutch Harbor).

#### Útok na Makushin Bay (3. červen)
Po prvním útoku vyslali Japonci v 9:45 druhou útočnou vlnu. Podle Parshall & Tully se na ní Rjúdžó podílela šesti A6M2 a šesti B5N, zatímco Džunjó přispěla dalšími celkem 21 stroji. Podle Nowaka šlo ale celkem o 24 letounů z obou nosičů. Podle Dulla tvořilo druhou vlnu 14 B5N, 15 D3A1, doprovod 12 A6M2 a čtyři pozorovací letouny. Dullova verze má ale tu slabinu, že druhá vlna startovala v době, kdy měla být (podle Dulla, nikoliv podle Nowaka, či Parshall & Tully) první vlna ještě ve vzduchu, a tak měla Rjúdžó – pokud během operace AL nesla 18 B5N, jak píše Parshall & Tully – k dispozici již pouze šest B5N. To byly všechny B5N, které měl Kakuta k dispozici, neboť Džunjó žádné B5N nenesla.
Cílem druhé vlny měly být torpédoborce v Makushin Bay (53°45′ s. š., 166°59′ z. d.), které objevil B5N z Rjúdžó, ale kvůli špatné viditelnosti bombardéry cíl nenašly a v 10:50 se obrátily zpět. Jediný kontakt s nepřítelem představovalo setkání s několika P-40E, přičemž podle Dulla byl jeden Reisen sestřelen. Nowak píše, že všechna letadla z Rjúdžó se vrátila a Parshall & Tully neuvádí žádné ztráty ani u jedné letadlové lodě. Letouny přistály ve 12:00 a lodě zamířily na jihozápad.
Během dne se obě letadlové lodě střídaly v udržování dvou až tříčlenné stíhací hlídky nad svazem, přičemž hlídky se střídaly po dvou hodinách. V 10:30 zpozoroval a nahlásil polohu Kakutova svazu armádní bombardér. V 17:00 zpozorovala Kakutův svaz Catalina LTJG (~ mladší poručík) Luciase Campbella od VP-42. Catalina se dostala na dostřel protiletadlových děl a rovněž se stala objektem zájmu hlídkujících stíhačů. Campbell ale dokázal uniknout do mraků a i když z prostřelených nádrží jeho Cataliny unikalo palivo, pokračoval ve sledování Kakutova svazu. Průběžně vysílal hlášení o svazu, ale jak se později ukázalo, Dutch Harbor žádné z nich nezachytil. Campbell sice stíhačům z obou letadlových lodí unikl, ale stejné štěstí neměla Catalina LTJG Jeana Cusicka od VP-41.
Během noci ze 3. na 4. června obě letadlové lodě poskytly palivo ze svých nádrží torpédoborcům.

#### Druhý útok na Dutch Harbor (4. červen)
Ráno 4. června se Kakutův svaz pokusily napadnout dvě Cataliny ENS Marshalla Freerkse a LCDR (~ komandér–poručík) Charlese Perkinse od VP-42, ale obě byly poškozeny protiletadlovou palbou, aniž by dosáhly nějakého zásahu. Stíhači z Rjúdžó sestřelili další Catalinu od VP-42, kterou pilotoval LTJG Eugen Stockstill a jejíž posádka zahynula.
Po útoku na Dutch Harbor měly Kakutovy lodě podpořit plánované vylodění na ostrovy Adak (později zrušeno) a Attu. Trvající nepříznivé počasí ale znemožnilo letecké operace proti pozicím na těchto ostrovech, a tak byl pozdě odpoledne 4. června podniknut další nálet na Dutch Harbor. Dvě hodiny před útokem vyslala Rjúdžó dva B5N na meteorologický průzkum Dutch Harboru. Nowak píše, že Rjúdžó vyslala do útoku šest B5N1 (Dull hovoří o devíti) a pět A6M2. Výběr cílů v Dutch Harboru byl velmi chudý, jak dosvědčuje fakt, že opět byla bombardována již poškozená rafinerie, nemocnice a na mělčině usazená ubytovací loď SS Northwestern, která byla zapálena. ENS Albert E. Mitchell od VP-42 se svojí PBY-5A odstartoval během náletu, ale stíhači z Rjúdžó jej sestřelili a následně postřelovali přeživší ve vodě. Nikdo nepřežil. Pro palubní skupinu Rjúdžó se podle Nowaka a USSBS nálet obešel beze ztrát, zatímco Parshall & Tully, Hata & Izawa, Lundstrom a Dull hovoří o sestřelení jedné stíhačky.
Onou ztracenou stíhačkou bylo A6M2 DI-108 výrobního čísla 4593 ittó hikó heisó (一等飛行兵曹 ~ četař) Tadajoši Kogy, jehož ztrátu Nowak a USSBS připisují již k prvnímu náletu z 3. června. Podle Parshall & Tully se ale Koga měl z prvního náletu vrátit a měl se mu stát osudný až nálet 4. června a toto datum uvádí i Lundstrom, Hata & Izawa a Creed. Rovněž Dull hovoří o ztrátě A6M2 (i když nejmenuje pilota) až u druhého náletu na Dutch Harbor. Kogův Reisen byl poškozen protiletadlovou palbou – podle jedné verze jej zasáhla střelba z bočního střeliště jedné zakotvené Cataliny – a pilot byl nucen s ním nouzově přistát na ostrově Akutan. Při přistání s vysunutým podvozkem se ale Reisen převrátil a pilot se zabil. Později stíhačku nalezli Američané, kterým se tak poprvé dostal do rukou téměř nepoškozený exemplář obávané a dosud neznámé zbraně protivníka. Letoun byl rozebrán, převezen do Států, opraven a od 26. září 1942 testován Američany.
Během útoku na Dutch Harbor byl Kakutův svaz napaden armádními B-17E vybavenými pumami a torpédonosnými B-26A od 28th CG (Composite Group ~ složená skupina). Capt (~ kapitán) George W. Thornborough se svým B-26 od 73rd BS si za cíl vybral Rjúdžó. Přeletěl nad letadlovou lodí, ale své torpédo Bliss-Leavitt Mark 13 odhodil příliš pozdě, takže to dopadlo do vody až na druhé straně Rjúdžó. Žádná loď nebyla zasažena a Američané přišli toho dne o dva letouny: B-17E s/n 41-9084 Thomase Mansfielda od 36th BS, který se stal pravděpodobně obětí dělostřelců z Takao, a B-26 s/n 40-1408 Capt Thornborougha, který se nevrátil z druhého pokusu o útok na japonský svaz.
Po přistání útočné vlny zamířily obě letadlové lodě na jih, aby nahradily ztrátu Nagumových letadlových lodí v bitvě u Midway, ale o několik hodin později byl rozkaz zrušen a celá operace odvolána. Během 6. června našly Kakutův svaz další další tři americké průzkumné letouny, ale pokaždé je hlídkující stíhači zahnali. Rjúdžó pak spolu se zbytkem Kakutova svazu vyčkávala 600 mil (965,6/1111,2 km) jiho-jihozápadně od Kiska a nakonec se 24. června vrátila do Ominato.

### Druhý výjezd k Aleutám a velká pomidwayská reorganizace loďstva (červen a červenec 1942)
Již 28. června vyplula Rjúdžó z Ominato, aby spolu s Džunjó, Zuihó, Zuikaku a doprovodem hlídkovala východně od 160. stupně východní délky mezi Kurilskými a Aleutskými ostrovy.
Dne 13. července zakotvila v Kure a zde jí také následujícího dne zastihla velká pomidwayská reorganizace loďstva. Rjúdžó byla spolu s letadlovou lodí Hijó přidělena k 2. divizi letadlových lodí 3. loďstva. Již 8. srpna ale byla přidělena k 1. divizi letadlových lodí 3. letecké floty. Došlo k posílení palubní stíhací skupiny na 24 strojů a naopak k redukci počtu palubních útočných letounů na devět kusů. Dne 15. srpna přeplula Rjúdžó z Kure do Haširadžimy, odkud následujícího dne pokračovala – spolu se Šókaku a Zuikaku – do jižního Pacifiku ke Guadalcanalu.

### Bitva u východních Šalomounů (srpen 1942)
Všechny časy jsou v GMT+11

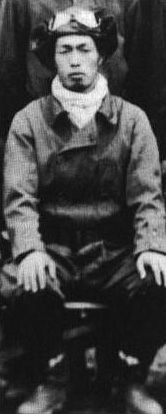
Takeo Okumura se 24. srpna nejprve zúčastnil neúspěšného pronásledování Cataliny 23-P-5 a poté jako Nótomiho číslo v 11. šótai i druhé vlny vyslané proti Hendersonově letišti. Byl sestřelen, ale podařilo se mu dosáhnout Japonci kontrolované části ostrova a později se přidal k Tainan kókútai. Získal celkem 50 nebo 54 vzdušných vítězství (z toho deset během tří misí 14. září 1943) a padl 22. září 1943.

Na poslední misi vyplula Rjúdžó s 24 A6M2 a devíti B5N2. Pozici hikótaičó zastával veterán od Korálového moře (velitel palubní skupiny Šóhó) tai'i Kendžiró Nótomi. Sentóki buntaičó byl tai'i Masao Iizuka, který předtím sloužil na letadlové lodi Kaga. Útočné eskadře velel poručík Biniči Murakami. Mezi piloty bylo i několik veteránů od Midway a Aleut.
Ve 4:00 24. srpna se letadlová loď oddělila severně od Guadalcanalu od Nagumovy Kidó Butai (která potom ještě dvě hodiny pokračovala severo–severozápadním kurzem) a zamířila na jih. Doprovázel jí těžký křižník Tone, který byl zároveň vlajkovou lodí šóšó Čúiči Hary, a torpédoborce Amacukaze a Tokicukaze. Rjúdžó byla pověřena provedením útoku na Hendersonovo letiště a její letouny potom měly buďto přistát na letadlové lodi, nebo na Buka. Její kapitán taisa (大佐 ~ námořní kapitán) Tadao Kató ale přesvědčil Haru, že by se letouny měly vrátit na svoji loď a Rjúdžó tak na ně bude čekat 200 námořních mil (370,4 km) severně od Guadalcanalu. To se jí nakonec stalo osudným…
V 9:35 nahlásila PBY-5A Catalina 23-P-5 (volací znak 5V37) ENS (~ podporučík) Gale C. Burkeyho od VP-23 zpozorování „jedné letadlové lodě, dvou křižníků a čtyř torpédoborců“ na pozici 4°40′ j. š., 161°15′ v. d. – Rjúdžó se tak stala první japonskou letadlovou lodí, jejíž pozice byla odhalena. O pár minut později odvysílala 23-P-5 další zprávu, ve které se hovořilo o „jedné letadlové lodi, dvou těžkých nebo lehkých křižnících a jednom torpédoborci“. To už ale Japonci zjistili přítomnost slídila a na Catalinu zaútočily dva Reiseny ittó hikó heisó Noboru Okugawy a Takeo Okumury. Catalina jim dokázala unikat celou hodinu, až jim nakonec v 11:05 zmizela v mracích.
Rovněž Catalina 23-P-7 (volací znak 7V37) ENS James E. Spragginse nahlásila kontakt s jedním křižníkem a čtyřmi neidentifikovanými plavidly severovýchodně od pozice udané 23-P-5, který se mohl vztahovat buďto k Rjúdžó a nebo k Tanakově konvoji.

#### Nálet na Lunga Point (24. srpen)
Ve 12:00 24. srpna dosáhla Rjúdžó plánované pozice pro start svých letadel 200 námořních mil (370,4 km) severně od Guadalcanalu. Ve 12:20 začalo startovat šest B5N2 a šest A6M2 první vlny, které hned následovalo dalších devět A6M2 druhé vlny. Ve 12:48 již byly všechny stroje ve vzduchu. Každý B5N2 nesl šest 60kg bomb, zatímco Reiseny měly jenom svoje palubní zbraně. Dvěma šótai bombardérů velel buntaičó Murakami a dvěma eskortním šótai (12. a 17.) velel hikó heisóčó Kacuma Šigemi. Druhé vlně složené z 11., 13. a 14. šótai velel hikótaičó Nótomi.
Ve 13:20 se letouny z Rjúdžó na své cestě ke Guadalcanalu na chvíli objevily na radaru USS Saratoga, která od nich byla vzdálena 112 námořních mil (207,4 km) směrem 170°. B5N2 letěly v letové hladině 3000 metrů. Přeletěly ostrovy Malaita a Florida a poblíž cíle přešly do mírného sestupného letu.
Američané tehdy ještě na Guadalcanalu neměli radar, a tak prvním varováním pro Hendersonovo letiště byl až vizuální kontakt hlášený jedním ze čtyř hlídkujících F4F-4 Wildcat od VMF-223. Proti Japoncům odstartovalo dalších deset F4F-4 od VMF-223 (čtyři z nich pilotované piloty VMF-212). Přidaly se také dvě armádní P-400 od 67. stíhací squadrony. Ve 14:23 došlo k prvnímu souboji, mezi dvěma hlídkujícími Wildcaty a překvapenými Šigemiho Reiseny.
| První vlna | První vlna |
| --- | --- |
| 6 palubních útočných letounů Typ 97 (B5N2 „Kate“):                                                                        | |
| 1. šótai | 2. šótai |
| tai'i Biniči Murakami (buntaičó) hikó heisóčó Šinkiči Takehira (p) ittó hikó heisó Takamori Sató (n)                      | čú'i Keizó Sató (AL,p,†) ittó hikó heisó Masao Nemoto (AL,p,†) nitó hikó heisó Harasada Kikuda (p,†)                                |
| 6 doprovodných palubních stíhacích letounů Typ 0 (A6M2 Reisen/„Zero“):                                                    | |
| 12. šótai | 17. šótai |
| hikó heisóčó Kacuma Šigemi (AL) ittó hikó heisó Cugio Šikada (AL) santó hikó heisó (三等飛行兵曹 ~ svobodník) Tojó Morita | ittó hikó heisó Tomio Jošizawa (AL) nitó hikó heisó Džinsaku Nodžima (†) ittó hikóhei (一等飛行兵 ~ námořník 1. třídy) Ippei Jošida |

| Druhá vlna | Druhá vlna                                                                                           | Druhá vlna                                                                                    |
| --- | --- | --------------------------------------------------------------------------------------------- |
| 9 palubních stíhacích letounů Typ 0: | |                                                                                               |
| 11. šótai | 13. šótai                                                                                            | 14. šótai                                                                                     |
| tai'i Kendžiró Nótomi (MO, hikótaičó) ittó hikó heisó Takeo Okumura (s) ittó hikóhei Takao Banno | ittó hikó heisó Noboru Okugawa nitó hikó heisó Hiromiči Hódžó (AL) ittó hikóhei Šúdži Išihara (AL,†) | ittó hikó heisó Hiroši Kurihara (AL) nitó hikó heisó Čiune Jocumoto ittó hikóhei Ejdži Sanada |
| Zpracováno podle Lundstrom II, str. 117 a Parshall & Tully, str. 525 až 530 Legenda: p – velitel stroje na pozici pozorovatele. U zbývajících dvou útočných letounů byl velitelem stroje pilot n – nouzově přistál na ostrově Ndai † – sestřelen a zabit s – sestřelen, později se opět zapojil do bojů AL – veterán Aleutské operace v rámci palubní skupiny Rjúdžó MO – veterán z palubní skupiny Šóhó od Korálového moře | |                                                                                               |

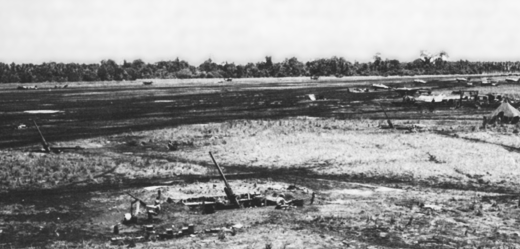
Postavení 90mm protiletadlových děl M1A1 3. obranného praporu na Lunga Point. Září 1942.

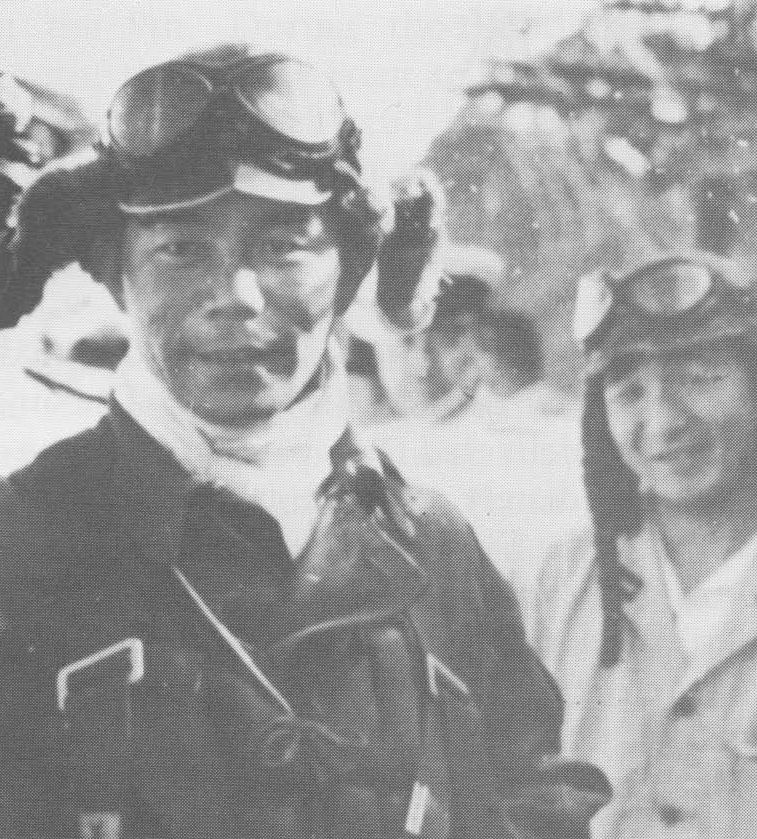
Kendžiro Nótomi zastával na Rjúdžó stejnou pozici, jako na Šóhó během bitvy v Korálovém moři, tedy hikótaičó. Později sloužil na Zuikaku. Padl v listopadu 1943 během operace RO.

Ve 14:28 zpozorovali američtí dělostřelci přilétávající bombardéry a 90mm děla M1A1 protiletadlové baterie E 3. obranného praporu zahájila palbu. Dělostřelci nalétávající bombardéry identifikovali jako dvoumotorové stroje a rovněž stíhači po boji hlásili, že se střetli i s dvoumotorovými letouny. Ve skutečnosti se ale žádné japonské dvoumotorové stroje nad Guadalcanalem po celý 24. srpen nevyskytly, neboť 24 bombardérů G4M1 z Rabaulu se pro špatné počasí vrátilo zpět.
Ve 14:30 odhodily bombardéry své pumy, které ale dopadly relativně bez účinku poblíž postavení baterie 90mm protiletadlových děl. Nótomiho Reiseny se chystaly postřelovat letiště, ale dostaly se do souboje s Wildcaty a P-400. Bombardéry po odhozu otočily zpátky k severu, ale ve 14:33 na ně zaútočilo několik Wildcatů. Šigemiho doprovodné Reiseny jim přiletěly na pomoc, ale do jejich příletu stihli Američané sestřelit všechny tři bombardéry 2. šótai. Navíc B5N2 ittó hikó heisó Takamori Sató z 1. šótai byla těžce poškozena a Sató s ní musel nouzově přistát na ostrově Ndai severně od Malaita. Posádku druhý den zachránil torpédoborec Močizuki.
Vedle posádek tří B5N2 přišli Japonci ještě o tři Reiseny a dva jejich piloty: nitó hikó heisó Džinsaku Nodžima ze 17. šótai první vlny byl sestřelen hned ve 14:23, ittó hikóhei Šúdži Išihara ze 13. šótai druhé vlny padl za oběť P-400 nad letištěm a pouze ittó hikó heisó Okumura z 11. šótai dokázal se svým Reisenem přistát na Guadalcanalu a dosáhnout japonských pozic. Japonci si nárokovali sestřelení 15 amerických stíhaček, ale ve skutečnosti přišli Američané pouze o tři Wildcaty a dva piloty. Rovněž americké nároky byly značně přehnané: celkem 19 strojů. Celkově ale vyšli ze střetnutí vítězně Američané, neboť Japonci nedokázali vážněji poškodit letiště a sami utrpěli značné ztráty.

#### Rjúdžó a průzkumné letouny z Enterprise (24. srpen)
Krátce poté, co ve 12:48 odstartoval poslední stroj druhé vlny, přistála na Rjúdžó hlídka tří Reisenů. Šlo o 16. šótai, kterou vedl hikó heisóčó Akira Marujama. Rjúdžó tak po odletu obou útočných vln zůstalo celkem devět Reisenů a tři B5N2. Ve 13:41 zpozorovaly hlídky na japonských lodích Catalinu 23-P-3 (volací znak 3V37). Ta ve 14:05 odvysílala zprávu o Harově svazu, která jej ale umísťovala na pozici 5°40′ j. š., 162°20′ v. d. – tedy 60 námořních mil (111,1 km) severovýchodně od Američany předpokládané pozice, kterou Američané odhadli na základě hlášení z 23-P-5. Tou dobou také Saratoga vyslala svoji údernou skupinu proti Rjúdžó, která ale směřovala k původně odhadnuté pozici.
Kolem 14:40 byla Rjúdžó a její doprovod zpozorována dvěma průzkumnými TBF-1 Avengery od VT-3 z USS Enterprise. LCDR (~ komandér–poručík) Charles M. Jett (6-T-1) a jeho číslo ENS Robert J. Bye (6-T-6, BuNo 00446) nahlásili navázaný kontakt na pozici 6°25′ j. š., 161° v. d. a začali stoupat do 12 000 stop (3657,6 m), aby mohli Rjúdžó napadnout pumami. Ve stejnou dobu Rjúdžó zpozorovala i dvoučlenná hlídka SBD-3 Dauntless od VS-5 z Enterprise ve složení LT (~ poručík) Stockton B. Strong a ENS Gerald S. Richey. Ti se ale pouze přiblížili na vzdálenost pěti námořních mil (9,3 km), odeslali hlášení o kontaktu a odletěli.
Ve 14:55 hlídka na torpédoborci Amacukaze zpozorovala Avengery Jetta a Bye, které ale mylně identifikovala jako B-17! I když oba TBF byly ještě mimo účinný dostřel, zahájil Amacukaze palbu, aby na nebezpečí upozornil zbývající lodě. Jeho příkladu brzo následovaly Tone i Tokicukaze. Rjúdžó se natočila proti větru a vyslala do vzduchu tři Reiseny 18. šótai vedené ittó hikó heisó Teruo Sugijamou a jednu B5N2 na protiponorkovou hlídku. Ve 14:58 shodili Jett a Bye každý své dvě 500lb (226,8 kg) pumy, které explodovaly 150 metrů za Rjúdžó.
Z můstku Amacukaze sledoval jeho velitel čúsa (中佐 ~ fregatní kapitán) Tameiči Hara počínání Rjúdžó a nestačil se divit. Se starostmi o svého svěřence a naštvaný na neschopnost velení leteckých operací na Rjúdžó rozkázal signalizovat semaforem:

Od čúsa Tameiči Hara, velitele Amacukaze pro fukučó (副長 ~ výkonný důstojník) na Rjúdžó čúsa Hisakiči Kiši:
S plným vědomím své prostořekosti musím sdělit své dojmy. Vaše letecké operace jsou daleko za očekáváním. Co se děje?

V japonském císařském námořnictvu naprosto bezprecedentní zpráva byla určena Harovu spolužákovi z námořní akademie, který sice neměl na starosti letecké operace, ale Hara se na něj spoléhal, že dokáže zburcovat velení Rjúdžó. Kiši po chvíli signalizoval odpověď:

Od Kiši čúsa Harovi:
Hluboce oceňujeme vaše varování. Budeme se snažit lépe a počítáme s vaší spoluprací.

Po tomto incidentu vyslala Rjúdžó do vzduchu znovu 16. šótai, která ale nyní sestávala z pouhých dvou Reisenů, neboť Marujamův stroj nebyl letuschopný.
Třetí průzkumnou dvojicí z Enterprise, která navázala kontakt s Rjúdžó byla smíšená dvojice jednoho SBD-3 (6-S-18, BuNo 03309) ENS Johna H. Jorgensona od VS-5 a jednoho TBF-1 (6-T-14, BuNo 00433) ENS Harolda L. Bingamana od VT-3. Ti zpozorovali Rjúdžó kolem 15:00, ale byli zahnáni hlídkujícími stíhači. Čtvrtou hlídkou, která se v 15:00 objevila poblíž, byla dvojice TBF-1 od VT-3: LT John N. Myers (6-T-5) a Mach. Harry L. Corl (6-T-13). Oba nejprve chtěli zaútočit na Tone, ale pak si všimli letadlové lodě. Hlídkující stíhači Jukuo Mijauči a Isamu Jošiwara ze 16. šótai si všimli dvojice Avengerů a zaútočili na ni. Meyers dokázal Jošiwarovi uniknout. Corl se stal cílem Mijaučiho, ke kterému se přidal Kendži Kotani (18. šótai) a společně Corla sestřelili.

#### Rjúdžó a útok bombardérů ze Saratogy (24. srpen)

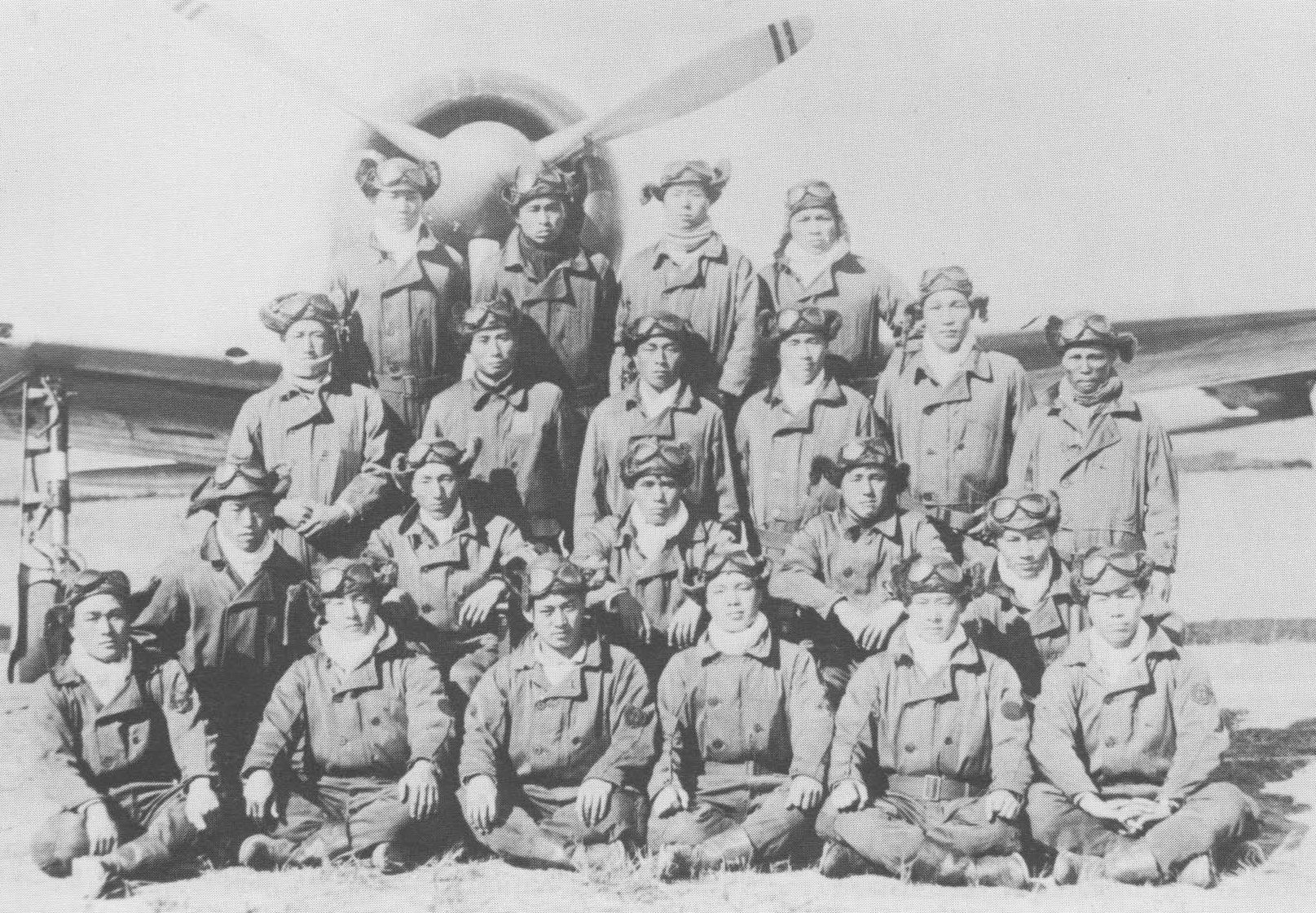
Skupinové foto stíhačů palubní skupiny Šókaku před Pearl Harborem. Masao Iizuka, který na Rjúdžó zastával funkci buntaičó, je ve druhé řadě druhý zleva. Celkem získal 8 sestřelů a padl 15. října 1944.

Hlášení průzkumných skupin z Enterprise navedla na Rjúdžó údernou skupinu CDR (komandér) Harryho D. Felta ze Saratoga. Ta se skládala z jednoho velitelského SBD-3, patnácti SBD-3 od VS-3 a čtrnácti nebo třinácti SBD-3 od VB-3. Každý nesl 1000lb (453,6 kg) pumu. Doplňovalo je sedm TBF-1 od VT-8 vyzbrojených torpédy Bliss-Leavitt Mark 13. Feltova skupina, letící ve výšce 15 000 stop (4572 m) bez stíhacího doprovodu, se k Rjúdžó blížila od jihovýchodu a poprvé ji zpozorovala v 15:36. Felt se rozhodl zaútočit od severovýchodu. VS-3 vedená LCDR Louis J. Kirnem, část VB-3 vedená LCDR Dewittem W. Shumwayem a šest strojů VT-8 LT Bruce L. Harwooda měli napadnout letadlovou loď, zatímco zbývajících šest SBD VB-3 a jeden TBF měly napadnout Tone. Nakonec se ale útok vyvinul jinak, než jak bylo plánováno.
Jakmile Japonci zpozorovali hrozící nebezpečí, natočila se Rjúdžó proti větru a vyslala do vzduchu poslední dva zbývající letuschopné stíhače 15. šótai. Tím počet hlídkujících Reisenů stoupl na sedm strojů. Na letadlové lodi tak zůstaly již jenom dvě B5N2, které byly vytaženy na palubu a dva Reiseny. Jeden Reisen byl uložen jako náhradní, zatímco druhý byl uzemněný Marujamův stroj. Doprovodná plavidla zaujala – v císařském námořnictvu standardní – pozici pro případ leteckého útoku a plula nyní rozmístěná kolem letadlové lodě ve vzdálenosti 5000 metrů. Tato formace sice – na rozdíl od Američany preferovaných semknutých skupin – každému plavidlu ponechávala dostatek místa pro manévrování, ale neumožňovala soustředit palbu ze všech plavidel. Vzhledem k efektivnímu dostřelu 127mm a 25mm protiletadlových děl tak byla de facto každá loď odkázána sama na sebe.
| Stíhací ochrana Rjúdžó v 15:50 | Stíhací ochrana Rjúdžó v 15:50                                    | Stíhací ochrana Rjúdžó v 15:50                                        |
| --- | ----------------------------------------------------------------- | --------------------------------------------------------------------- |
| 18. šótai | 16. šótai                                                         | 15. šótai                                                             |
| ittó hikó heisó Teruo Sugijama (R) santó hikó heisó Makoto Bandó (K) ittó hikóhei Kendži Kotani (H)                                                                                   | ittó hikó heisó Jukuo Mijauči (R) santó hikó heisó Isamu Jošiwara | tai'i Masao Iizuka (K, buntaičó) ittó hikó heisó Masateru Tomoiši (R) |
| Zpracováno podle Lundstrom II, str. 120 a 121 Závorka za jménem označuje příslušnost pilota k letadlové lodi během bitvy o Midway a operace AL: (H) – Hirjú, (K) – Kaga, (R) – Rjúdžó |                                                                   |                                                                       |

Nejprve se v 15:50 na Rjúdžó vrhlo patnáct SBD VS-3 z výšky 14 000 stop (3267,2 m), následovaných částí VB-3 a CDR Feltonem. Stíhačky z leteckého krytí byly příliš nízko, než aby proti nim zasáhly. Teprve až když se bombardéry zbavily svého nákladu, se Sugijama, Bandó, Mijauči a Jošiwara vrhli na VB-3 nízko u hladiny a poškodili Dauntless ENS William A. Behra. Kapitán Kató se s Rjúdžó všem pumám vyhnul ostrou zatáčkou doprava. Několik pum dopadlo těsně vedle, ale žádná nezasáhla. Felt si sice nárokoval zásah vzadu na pravoboku, ale i jeho puma pravděpodobně jenom těsně minula. Když Felt viděl neuspokojivý výsledek snažení svých pilotů, povolal na pomoc i zbývajících šest strojů VB-4, které měly napadnout Tone. Šestice, kterou vedl LT Harold S. Bottomley, zaznamenala pravděpodobně tři zásahy: jedna puma zasáhla letovou palubu vepředu na pravoboku a dvě na zádi po jedné na pravoboku a levoboku. Kapitán Kató později ve svém hlášení jakýkoliv zásah pumami popřel, ale všeobecně se jeho tvrzení nevěří.
Během náletu střemhlavých bombardérů klesly torpédonosné Avengery z výšky 12 000 stop (3267,2 m) k hladině a rozdělily se na dvě skupiny. Tři Avengery vedené LT Harwoodem zaútočily na Rjúdžó z pravoboku, další dva z levoboku a zbývající dva si vybraly za cíl Tone. Na Avangery zaútočili zbývající tři stíhači, ale žádný Avenger se jim sestřelit nepodařilo. Harwoodowa sekce si nárokovala jeden jistý a dva pravděpodobné zásahy na Rjúdžó, zatímco ostatní torpéda minula. Podle japonských pramenů byla Rjúdžó zasažena pouze jedním torpédem Mark 13 vzadu na pravoboku. Zásah vyřadil strojovnu a zablokoval kormidlo. Loď pokračovala v zatáčení doprava, ale zpomalovala, až se nakonec úplně zastavila.
Japonští stíhači si nárokovali patnáct sestřelených Američanů, ale ve skutečnosti Saratoga nad Rjúdžó nepřišla ani o jediný stroj. Několik jich ale kvůli vyčerpání paliva muselo přistát poblíž mateřské lodě. Rovněž na americké straně se hojně přehánělo. Kromě zničení letadlové lodě a torpédování „lehkého křižníku“ si letci ze Saratoga nárokovali sestřelení jednoho „Zera“ a jedné B5N2. Všechny Reiseny ale utkání s Američany přežily a i protiponorková B5N2 v pořádku přistála na letišti Buka.

#### Potopení Rjúdžó (24. srpen)

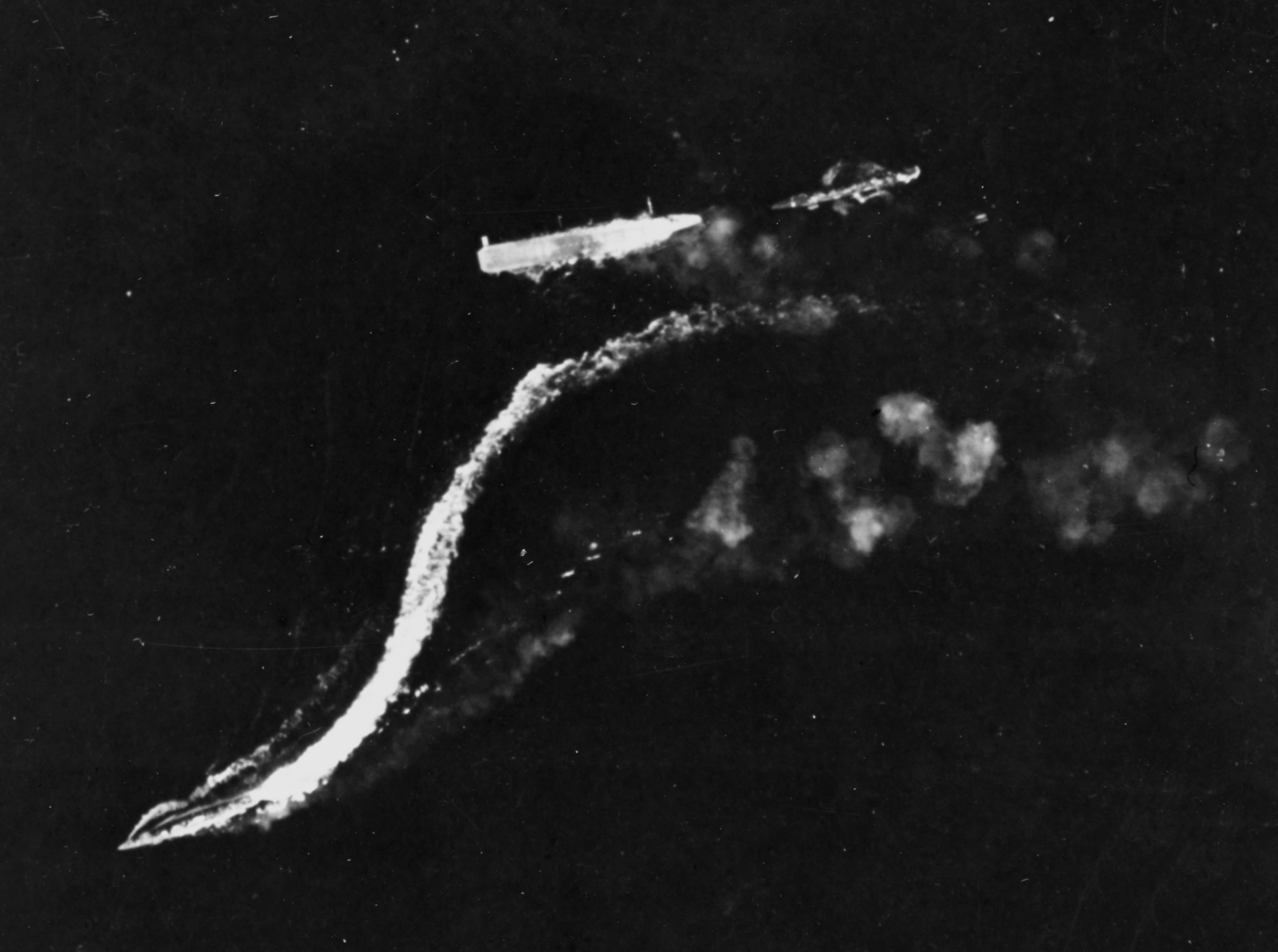
Stojící Rjúdžó zachycená jednou z útočících B-17E. U přídě stojí torpédoborec Tokicukaze, zatímco Amacukaze opouští své místo u pravoboku letadlové lodě, aby unikl padajícím pumám. Ty za několik okamžiků po pořízení této fotografie explodují v jeho kýlové brázdě napravo za zádí Rjúdžó. Zbývající loď – křižník Tone – se tou dobou nacházel před přídí na levoboku letadlové lodě (na 2 hodinách ve vzdálenosti asi jednoho kilometru) a do záběru kamery se dostane o několik filmových políček později.

Náklon na pravobok brzy přesáhl 20 ° a v 16:00 kapitán Kató nechal odvysílat zprávu vracející se úderné vlně, aby přistála na letišti Buka. Jediný rádiem vybavený stroj byl ale sestřelen, a tak vracející se piloti nevěděli, že nebudou mít kde přistát. V 16:08 nařídil šóšó Hara ústup k severu, ale toho již Rjúdžó nebyla schopna. Později proto Tone signalizoval oběma torpédoborcům, aby převzaly posádku. V 17:15 byl vydán rozkaz k opuštění lodě. Než ale mohly oba torpédoborce začít s přebíráním posádky, byl vyhlášen další letecký poplach. Ten se ale ukázal být planým: šlo o první tři Reiseny vracející se z Guadalcanalu. Všechny přistály na hladině, přičemž jednoho pilota zachránil Amacukaze a zbývající dva Tokicukaze.
Když torpédoborce přirazily k letadlové lodi a chystaly se začít přebírat její posádku, objevilo se v 18:10 několik B-17E Maj Ernesta R. Manierra od 11th BG z Espiritu Santo. Podle Hary se jednalo o dva bombardéry, ale Salecker a Lundstrom píší o trojčlenné formaci. Jejich piloti si sice podle Saleckera nárokovali čtyři zásahy při druhém průletu (podle Lundstroma nárokovali pouze jeden a Hara mluví pouze o jednom průletu), ale jejich pumy ve skutečnosti dopadly neškodně do vody, a tak po tomto přerušení mohly záchranné práce pokračovat. B-17 nezůstaly nepovšimnuty stále ještě hlídkujícími Reiseny a velitelé šótai Iizuka, Sugijama a Jošizawa (navrátilec z útočné vlny) si nárokovali společný sestřel jedné B-17. Všechny létající pevnosti ale stíhačům unikly a jedinou ztrátou tak byla B-17E s/n 41-2610 1st Lt. (~ nadporučík) Roberta D. Guenthera, která havarovala při návratu během nočního přistání.
Náklon na pravobok dosáhl již 40 ° a vše bylo zničené požárem. Amacukaze přirazil k pravoboku Rjúdžó, takže hrozilo, že ho potápějící se letadlová loď stáhne pod sebe. Mezi Rjúdžó a Amacukaze byla položena prkna a více než 300 členů posádky Rjúdžó – včetně kapitána Kató – po nich přešlo na palubu torpédoborce. Když byla evakuace dokončena, vyrazil Amacukaze plnou parou pryč od potápějící se lodě. Uplul ale pouhých 500 metrů a Rjúdžó se ve 20:00 převrátila a potopila na pozici 6°10′ j. š., 160°50′ v. d., 106 námořních mil (196,3 km) severně od Tulagi.
Torpédoborce a Tone potom ještě nějaký čas strávily vyzvedáváním přeživších z moře. Tully uvádí, že zahynulo celkem 120 důstojníků a mužů posádky, zatímco Nowak uvádí přibližně 630 obětí. Mezi padlými na palubě Rjúdžó byl pravděpodobně i stíhací pilot a veterán z Kagy od Midway ittó hikóhei Macutaró Takaoka. Během záchranných prací se vrátil zbytek letounů od Guadalcanalu. Přistály na hladině a jejich posádky byly také zachráněny. Stejně tak byli vyzvednuti i piloti hlídkujících Reisenů, kteří museli po vyčerpání paliva rovněž sednout na hladinu. Tak japonské císařské námořní letectvo přišlo kromě jedné letadlové lodě i o téměř všechny její letouny, neboť pouze B5N2 z protiponorkové hlídky přistála na ostrově Buka.
Dne 10. listopadu 1942 byla Rjúdžó vyškrtnuta ze seznamu lodí japonského císařského námořnictva.

## Lidé naRjúdžó

### Vrchní dozorci dokončovacích prací
Během dokončovacích prací dohlíželi na vystrojení lodě tito taisa ve funkci vrchního dozorce dokončovacích prací (艤装員長 gisó inčó):
- 2. dubna 1931 až 1. prosince 1931: Goró Hara[197]
- 1. prosince 1931 až 9. května 1933: Tošio Macunaga[198]

### VeliteléRjúdžó
Po zařazení Rjúdžó do služby se na ní ve funkci kapitána (艦長 kančó) vystřídalo těchto deset taisa:
- 9. května 1933 až 20. října 1933: Tošio Macunaga[198]
- 20. října 1933 až 15. listopadu 1934: Torao Kuwabara[199]
- 15. listopadu 1934 až 31. října 1935: Ičiro Ono[200]
- 31. října 1935 až 16. listopadu 1936: Šun'iči Kira[201]
- 16. listopadu 1936 až 1. prosince 1937: Kacuo Abe[202]
- 1. prosince 1937 až 15. prosince 1938:[p 13] Džisaku Okada[203]
- 15. prosince 1938[p 13] až 15. listopadu 1939: Kanae Kosaka[204]
- 15. listopadu 1939 až 21. června 1940: Kiiči Hasegawa (od 15. října 1935 do 1. prosince 1936 působil na Rjúdžó jako fukučó)[205]
- 21. června 1940 až 25. dubna 1942: Ušie Sugimoto[206]
- 25. dubna 1942 až 24. srpna 1942: Tadao Kató[207]

### Hikótaičó
- prosinec 1933 až říjen 1935: šósa Rjutaró Jamanaka[208]
- říjen 1935 až prosinec 1937: tai'i Jasuna Kozono[208]
- Pro období od ledna 1938 až do října 1941 Hata & Izawa neuvádí žádného hikótaičó.[208] Jelikož se v tomto období Rjúdžó se svojí leteckou skupinou zúčastnila bojů v Číně, je nepravděpodobné, že by letecká skupina byla bez velitele. Například v období od září do 1. prosince 1938 zastával funkci hikótaičó šósa Micuo Fučida.[209]
- 11. listopad 1941 až únor 1942: tai'i Takahide Aioi[59]
- Pro období od března do června 1942 Hata & Izawa rovněž neuvádí žádného hikótaičó.[208] Toto období pokrývá nájezd do Indického oceánu a operaci AL. Podle Parshall & Tully zastával funkci hikótaičó během operace AL tai'i Masajuki Jamagami.[138] Obluski v korespondenci s Tullym uvádí, že Jamagami vedl jeden z útoků na Visakhapatnam a Coconada již během operací v Indickém oceánu, ale neuvádí, zda tak činil již jako hikótaičó.[210]
- červen (nejdříve ale po návratu Rjúdžó do Japonska, tedy 24. června) až srpen 1942: tai'i Kendžiró Nótomi[208]

### Sentóki buntaičó
Seznam sentóki buntaičó není kompletní, neboť chybí údaje o velitelích stíhací buntai před listopadem 1936 a v období od července 1938 do listopadu 1940.
- v roce 1933: Minoru Genda[211]
- listopad 1936 až říjen 1937: tai'i Šigeru Itaja[208]
- říjen 1937: tai'i Manbei Šimokawa[208]
- říjen až prosinec 1937: tai'i Kijoto Hanamoto[208]
- prosinec 1937 až červen 1938: tai'i Micugu Kofukuda[208]
- listopad 1940 až listopad 1941: tai'i Masadži Suganami[208]
- od 11. listopadu 1941 až do února 1942 spadala sentóki buntai pravděpodobně přímo pod přímé velení hikótaičó Aioi.[59]
- březen až červenec 1942: tai'i Minoru Kobajaši[208]
- červenec až srpen 1942: tai'i Masao Iizuka[208]

### Stíhací esa
Během více než devítileté služby působilo na Rjúdžó i několik pilotů, kterým je přisuzováno sestřelení nejméně pěti letounů protivníka a které by proto jejich západní protějšci označili za stíhací esa. Japonské záznamy ale zpravidla neuváděly osobní úspěchy jednotlivých pilotů a navíc mnoho záznamů bylo na konci války v Pacifiku zničeno. V následujícím seznamu jsou uvedeni někteří piloti, kteří sloužili na Rjúdžó a dříve či později dosáhli (císařským námořním letectvem nepoužívaného) statutu esa. V seznamu mohou chybět případná esa, která dosáhla pět až deset sestřelů, neboť Hata & Izawa uvádí většinou pouze esa s minimálně 11 sestřely.
| Hodnost      | Jméno             | Počet sestřelů | Poznámka |
| ------------ | ----------------- | -------------- | --- |
| hikó heisóčó | Takeo Okumura     | 54-            | Na Rjúdžó byl převelen v červenci 1942. Dne 22. září 1943 se nevrátil z bojové mise nad Novou Guineou.          |
| čú'i         | Sada-aki Akamacu  | 27             | Na Rjúdžó sloužil v polovině 30. let. Válku přežil.                                                             |
| čú'i         | Akio Macuba       | 18             | Na Rjúdžó sloužil koncem 30. let. Válku přežil.                                                                 |
| šó'i         | Kunijoši Tanaka   | 17             | Na Rjúdžó sloužil koncem 30. let. Válku přežil.                                                                 |
| čú'i         | Watari Handa      | 13             | Na Rjúdžó sloužil v první polovině 30. let. Válku přežil.                                                       |
| šó'i         | Masa-iči Kondó    | 13             | Na Rjúdžó sloužil 1936 až 1938. Válku přežil.                                                                   |
| tai'i        | Fudžikazu Koizumi | 13             | Na Rjúdžó sloužil koncem 30. let (od prosince 1938). Dne 27. ledna 1943 se nevrátil z bojové mise nad Rabaulem. |
| tai'i        | Čitoši Isozaki    | 12             | Na Rjúdžó sloužil v polovině 30. let. Válku přežil.                                                             |
| čú'i         | Koširó Jamašita   | 11             | Na Rjúdžó sloužil v druhé polovině 30. let. Dne 30. března 1944 padl nad Palau.                                 |
| šó'i         | Saburó Kitahata   | 10+            | Na Rjúdžó sloužil dvakrát v polovině 30. let. Dne 23. ledna 1943 padl nad Wewakem.                              |
| šó'i         | Teruo Sugijama    | 10             | Na Rjúdžó sloužil v roce 1942. Dne 4. února 1944 padl nad Rabaulem.                                             |
| čúsa         | Takahide Aioi     | 10             | Na Rjúdžó sloužil od 11. listopadu 1941 až do únor 1942 jako hikótaičó. Válku přežil.                           |
| tai'i        | Jošió Fukui       | 11             | Na Rjúdžó sloužil v druhé polovině 30. let až do prosince 1937. Válku přežil.                                   |
| čúsa         | Tadaši Kaneko     | 8+             | Na Rjúdžó sloužil v roce 1937. Dne 14. listopadu 1942 padl nad Šalomounovými ostrovy.                           |
| tai'i        | Masao Iizuka      | 8              | Na Rjúdžó sloužil od července 1942 jako sentóki buntaičó. Padl 15. října 1944 během nájezdu TF 38 na Formosu.   |
| čú'i         | Satoru Ono        | 8              | Na Rjúdžó sloužil v polovině 30. let. Válku přežil.                                                             |